# Conquista magiara della pianura pannonica
La conquista magiara della pianura pannonica, nota in ungherese come honfoglalás (lett. "conquista della patria"), come conquista magiara del bacino dei Carpazi, o più semplicemente come conquista magiara e conquista del territorio ungherese, fu la serie degli eventi storici che portò i Magiari (Ungari) a insediarsi in Europa centrale a cavallo tra il IX e il X secolo. Prima dell'arrivo dei Magiari, tre potenze altomedievali si contesero storicamente il controllo del bacino carpatico, ovvero il Primo Impero bulgaro, il Regno dei Franchi Orientali e la Grande Moravia, che assunsero occasionalmente cavalieri ungari in veste di mercenari. Tale circostanza rende lecito ipotizzare che alcuni Magiari conoscessero già la geografia della loro futura patria sin da quando erano ancora stanziati nelle steppe pontiche a est dei Carpazi.
A giudizio di alcuni studiosi, la conquista ungara iniziò nel contesto di una tarda o seconda serie di invasioni barbariche, sia pur avvenute con conseguenze minori rispetto a quelle del V secolo. Secondo le fonti dell'epoca, tra l'894 e l'895 i Peceneghi e i Bulgari scatenarono una devastante offensiva che costrinse gli Ungari a fuggire e ad attraversare i Carpazi. Spinte dalla necessità di ricercare nuove terre dove stabilirsi, le tribù magiare si insediarono con la forza nella grande pianura a est del fiume Danubio, attaccando e occupando la Pannonia (la regione a ovest del corso d'acqua) nel 900. Sfruttando inoltre i conflitti interni dell'allora indebolita Grande Moravia, tra il 902 e il 906 resero la regione uno Stato fantoccio.

Gli Ungari rafforzarono quindi il loro controllo sul bacino dei Carpazi, sconfiggendo un esercito facente capo al Ducato di Baviera in una battaglia combattuta a Brezalauspurc il 4 luglio 907. In un arco temporale compreso tra l'899 e il 955, compirono inoltre una serie di razzie in varie località europee, concentrandosi in particolar modo nell'Impero bizantino dal 943 al 971. Il processo di insediamento nella porzione di Europa centrale assoggettata proseguì gradualmente fino alla fondazione di una monarchia cristiana intorno all'anno Mille, il Regno d'Ungheria.

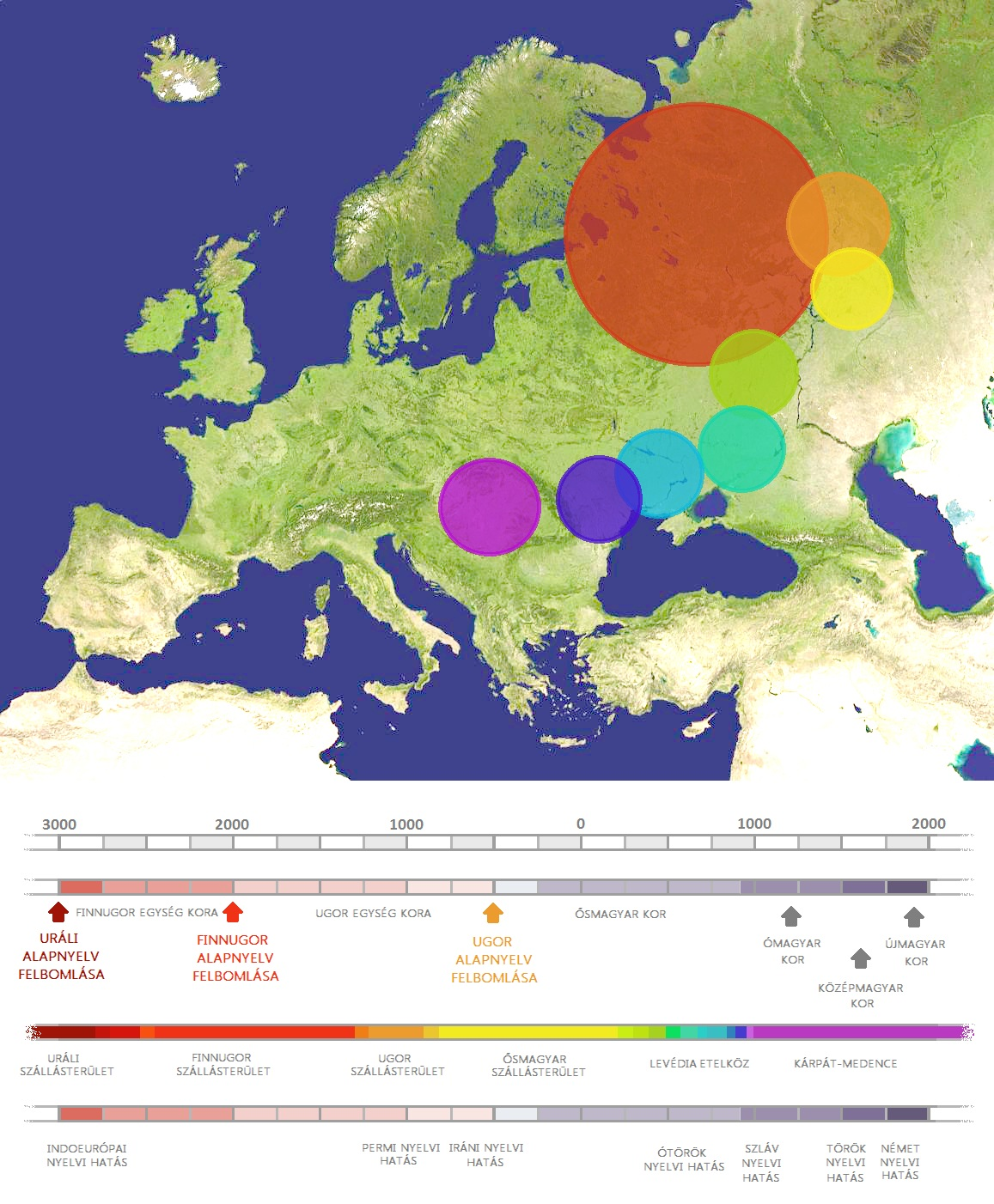
Le tappe del processo di migrazione degli Ungari:
Proto-ugrofinnici
Proto-Ungari
Magna Hungaria
Etelköz
Bacino dei Carpazi

     Proto-ugrofinnici
     Proto-Ungari
     Magna Hungaria
 Levédia
     Etelköz
     Bacino dei Carpazi

## Contesto storico

### I Magiari prima della conquista

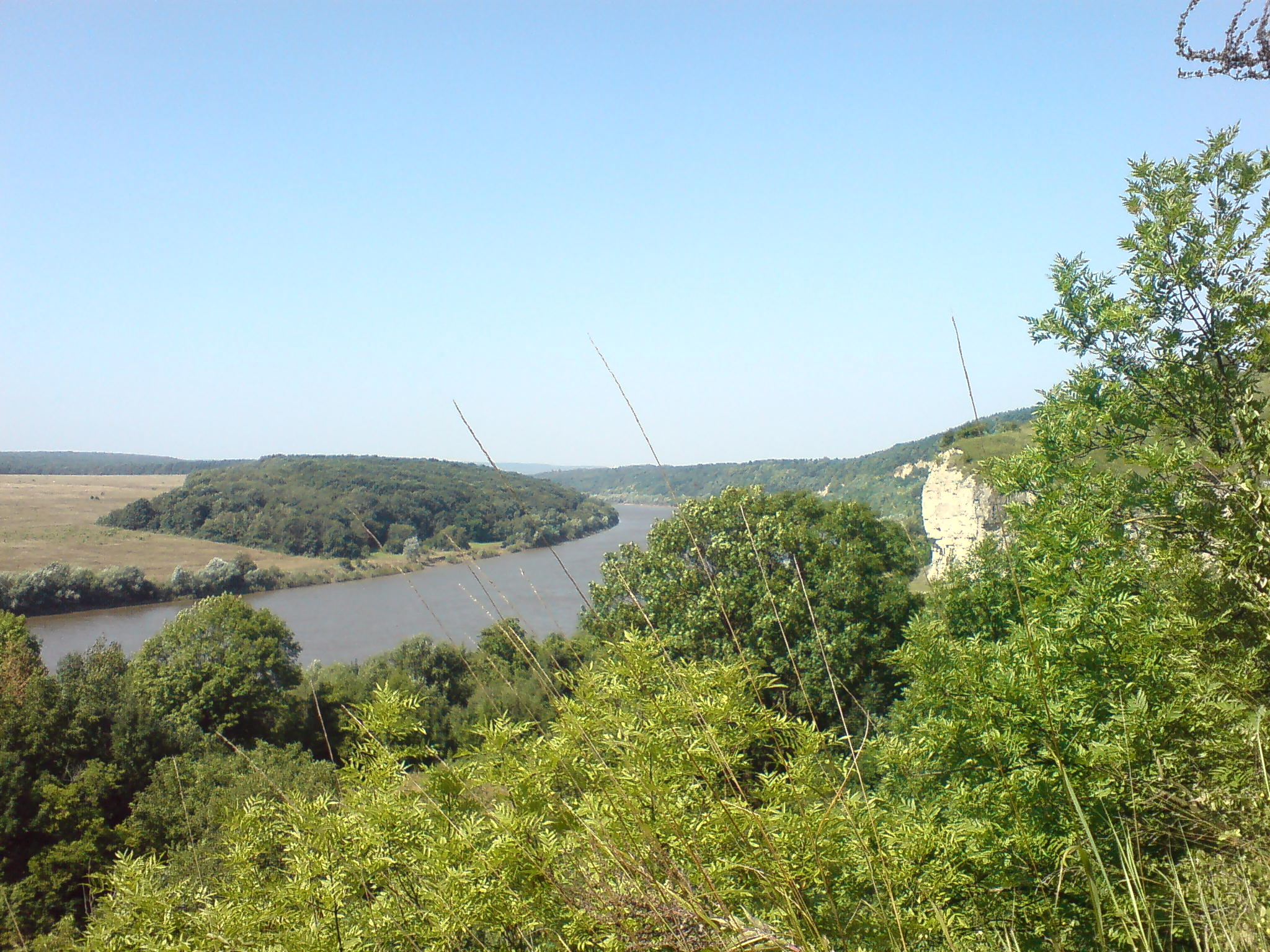
Il fiume Dnestr attraversa l'odierna oblast' di Ternopil', in Ucraina

Il primo riferimento certo agli Ungari è presente nella Continuazione della cronaca di Giorgio Monaco, realizzata dopo il 948; essa descrive in maniera accurata gli avvenimenti verificatisi nell'Europa centrale tra l'886 e il 948. Nel resoconto si afferma che i guerrieri magiari intervennero nell'836 o 837 nel conflitto in corso, nella regione del Basso Danubio, tra l'Impero bizantino e il Primo Impero bulgaro, in appoggio di quest'ultimo. La prima incursione nota in Europa centrale è testimoniata dagli Annali di San Bertino: si scrive a tal proposito di «nemici, detti Ungari, finora sconosciuti» responsabili della devastazione del regno di Ludovico II il Germanico nell'862. Charles R. Bowlus, Victor Spinei e altri storici sostengono che Rastislav di Moravia, in guerra con Ludovico, avesse assoldato gli Ungari per invadere il Regno dei Franchi Orientali. Come emerge inequivocabilmente da una sua lettera risalente al 900 circa, l'arcivescovo Teotmaro di Salisburgo afferma che i Moravi spesso si allearono con gli Ungari contro i tedeschi:
Nel suo De administrando imperio (948–952), il sovrano e studioso bizantino Costantino VII Porfirogenito riferisce che gli Ungari si stanziarono in un territorio chiamato Atelkouzou fino al loro attraversamento dei Carpazi, un'area compresa tra i fiumi "Barouch", "Koubou", "Troullos", "Broutos" e "Seretos". Sebbene l'identificazione dei primi due corsi d'acqua con il Dnepr e il Bug Orientale non sia unanimemente accettata, gli ultimi tre nomi si riferiscono senza dubbio al Dnestr, al Prut e al Siret. A Subotci, un insediamento situato lungo il fiume Adžamka, in Ucraina, sono state scoperte tre tombe che al momento del ritrovamento furono attribuite a un'epoca storica antecedente all'arrivo dei Magiari nella pianura pannonica; una di queste custodisce le spoglie di un uomo, sepolto con il teschio e le zampe del suo cavallo. Tuttavia, studi successivi sono giunti alla conclusione che non si possa escludere che i loculi risalgano al X secolo.

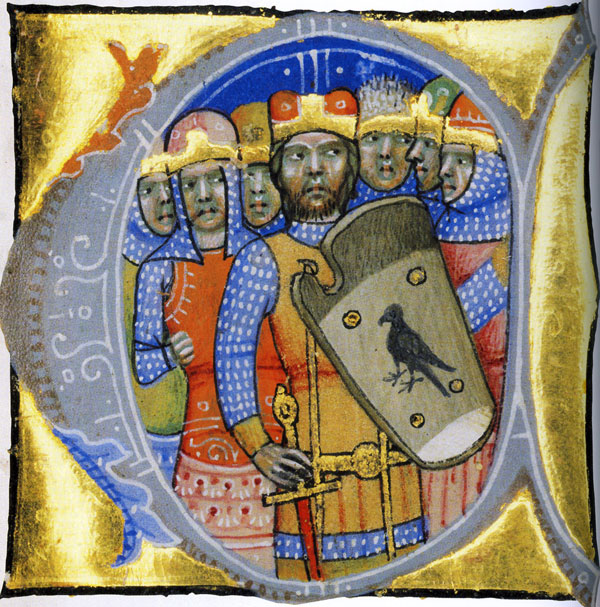
I capi delle sette tribù ungare raffigurati nella Chronica Picta

Il Porfirogenito attesta anche il numero degli Ungari, riferendo che erano organizzati in sette tribù che componevano una confederazione. L'anonimo autore duecentesco delle Gesta Hungarorum potrebbe aver conservato l'endonimo della confederazione, Hetumoger (in ungherese Sette Ungari), malgrado parli di «sette personalità di spicco» che si fregiavano di tale titolo piuttosto che di un'entità politica vera e propria.
L'unione degli Hetumoger fu rafforzata dall'arrivo dei Cabari, una fazione ribelle dei Cazari unitasi agli Ungari, secondo Costantino Porfirogenito, dopo la loro fallita rivolta contro il loro khaganato. Gli Ungari e i Cabari compaiono nella versione estesa degli Annali di Salisburgo (del IX-X secolo), nel punto in cui si riferisce che i primi combatterono nei dintorni di Vienna, mentre i secondi ingaggiarono battaglia nelle vicinanze di «Culmite» nell'881. Lo storico Alexandru Madgearu ha ipotizzato che delle comunità cabare si fossero insediate nella pianura del Tibisco, all'interno del bacino carpatico, proprio intorno all'881: ciò potrebbe spiegare l'anacronistico riferimento ai Cumani compiuto dalle Gesta Hungarorum al tempo della conquista ungara.
Stando a Ibn Rusta e ad Abu Saʿīd Gardēzī, due studiosi musulmani rispettivamente del X e XI secolo (i cui lavori geografici riprendono i contenuti di un'opera precedente scritta da Abu Abdallah Jayhani a Bukhara), la confederazione tribale vedeva una doppia guida. Il capo nominale o re sacro veniva chiamato kende e aveva un forte peso religioso nella società ungara, ma il comandante militare e colui che deteneva il potere effettivo era il gyula. Gli stessi autori aggiungono che il gyula comandava un esercito di 20000 cavalieri (ma l'attendibilità di questo numero è incerta).
Regino di Prüm e altri autori dell'epoca dipingono gli Ungari del IX secolo alla stregua di guerrieri nomadi. Nelle sue analisi, l'imperatore bizantino Leone VI il Saggio sottolinea l'importanza dei cavalli nelle loro tattiche militari. Lo studio dei crani di questi animali trovati nelle tombe dei guerrieri ungari non ha rivelato alcuna differenza significativa con razze occidentali. Regino afferma che gli Ungari «non sa[nno] nulla sul combattimento corpo a corpo in formazione o sulle modalità con cui cingere un assedio con efficacia», ammettendo però le loro abilità come arcieri. Sulla base dei reperti disponibili, si è scoperto che gli archi compositi costituivano le principali armi adoperate nelle schermaglie. Per quanto riguarda lo scontro corpo a corpo, sono state rinvenute sciabole leggermente ricurve in molte sepolture di guerrieri. Regino di Prüm segnala inoltre il costante ricorso alla tattica della finta ritirata durante le battaglie. Gli scrittori medievali rimarcano con toni negativi la «perfidia» degli aggressori, poiché soliti massacrare i maschi in età adulta negli insediamenti presi di mira. Nel suo Tactica, Leone VI scrive:

### Il bacino carpatico prima della conquista

#### Composizione etnica
Sulla base delle cronache ungheresi sopravvissute, più etnie coabitavano il bacino dei Carpazi al momento dell'occupazione. L'anonimo notaio di Béla III, ad esempio, attesta la presenza degli «Slavi, dei Bulgari, dei Valacchi e dei pastores Romanorum» (forse discendenti delle vecchie province romane della Macedonia, della Pannonia, della Dalmazia e della Frigia) come comunità presenti in loco, identificando inoltre «un popolo chiamato Kozar» e nominando i Siculi. In maniera poco divergente, Simone di Kéza elenca in ordine di numero di abitanti stimati gli «Slavi, i Greci, i Tedeschi, i Moravi e i Valacchi», segnalando solo più avanti i Siculi. Tuttavia, a giudizio di Carlile Aylmer Macartney, questi elenchi si potrebbero basare su un insieme di fonti dalla dubbia provenienza e non documenterebbero le reali condizioni etniche del bacino dei Carpazi intorno al 900. Secondo Ioan-Aurel Pop, Simone di Kéza si sarebbe soltanto espresso a proposito di quei popoli che abitavano le terre espugnate dagli Ungari oppure con riguardo alle comunità contigue a questi ultimi.
Un'analisi etimologica dei toponimi locali può aiutare nella ricostruzione della distribuzione etnica in Ungheria in epoca alto-medievale. Sin dal momento del loro arrivo nella pianura pannonica, i Magiari hanno assimilato gli antichi nomi dei fiumi del Paese più lunghi, derivanti dal celtico, dal dacico o dal germanico. Quelli in ungherese dei fiumi Duna, Dráva, Garam, Maros, Olt, Száva, Tibisco e Vág, Beszterce (lett. "fiume rapido"), Túr (lett. "torrente dell'uro") e Zagyva (lett. "fiume nero"), così come anche del lago Balaton (lett. "palude"), si dovrebbero invece a prestiti slavi. I toponimi di origine slava abbondano nel bacino dei Carpazi anche con riferimento ad alcuni agglomerati urbani: ne sono esempi Csongrád (lett. "fortezza nera"), Nógrád (lett. "nuova fortezza"), Visegrád (lett. "cittadella") e altre fortezze alto-medievali, mentre il nome di Keszthely conserva la radice latina con cui si indicava una fortificazione, castellum. Si può inoltre ipotizzare la presenza di una comunità di lingua tedesca, testimoniata da alcune forme germanizzate utilizzate dagli Ungari per indicare ad esempio il Vulka (il cui nome è comunque di origine slava); nel Conversio Bagoariorum et Carantanorum, dell'870 circa, sono elencati i toponimi germanici della Pannonia, tra cui Salapiugin (lett. "ansa dello Zala") e Mosaburc (lett. "fortezza nelle paludi"). Più incerta resta invece l'etimologia dei nomi di altre caratteristiche geografiche, come il Bârsa, il Barót e altri corsi d'acqua, che potrebbero essere di derivazione turca o slava.
Secondo la teoria dello storico Béla Miklós Szőke, le descrizioni dettagliate dei Magiari presenti nelle fonti occidentali a loro contemporanee e l'immediato intervento nelle guerre locali suggeriscono che gli Ungari vivessero nei territori orientali della pianura pannonica dalla metà del IX secolo. Per quanto riguarda l'esatta localizzazione dei primi insediamenti magiari nel decennio 870–880, il geografo arabo del X secolo Abu Abdallah Jayhani, di cui sopravvivono solo frammenti trasmessi da altri autori musulmani, colloca gli Ungari tra i fiumi Don e Danubio. In contrasto con l'area più prossima alla foce come precedentemente ipotizzato a livello storiografico, Szőke ha identificato la zona descritta da al-Jayhani con la regione del Danubio medio; una simile deduzione è stata giustificata sostenendo che, se si segue la descrizione di al-Jayhani, i Moravi di fede cristiana erano i vicini occidentali degli Ungari.

#### Quadro geopolitico

Europa centrale e sudorientale intorno all'850

Il bacino dei Carpazi era, dagli anni 560, sotto il controllo degli Avari, popolo di lingua turca dalle origini misteriose che impose la propria autorità sui Gepidi, ovvero coloro i quali dominavano i territori a est del fiume Tibisco dalla caduta dell'Impero romano d'Occidente. Secondo quanto attestato dalla Conversio Bagoariorum et Carantanorum, i Gepidi riuscirono a sopravvivere come etnia separata fino alla seconda metà del IX secolo in Bassa Pannonia, corrispondente a parte delle odierne Ungheria, Serbia, Croazia, Bosnia e Romania.
Anche gli Avari erano originariamente un popolo di cavalieri nomadi e avrebbero adottato uno stile di vita sedentario dall'VIII secolo, a giudicare dalle aree sepolcrali, che furono in uso per tre o quattro generazioni, e dagli insediamenti ritrovati. La loro supremazia venne meno tra il 791 e il 795, quando Carlo Magno occupò l'area transdanubiana, annettendola al suo impero. Le indagini archeologiche su insediamenti rurali altomedievali a Balatonmagyaród, Nemeskér e in altri luoghi del Transdanubio hanno dimostrato che le loro usanze non erano mutate dopo la soppressione del khaganato. Avvenuta in quel contesto, la fondazione di nuovi centri abitati nelle vecchie terre di confine è stata acclarata dai ritrovamenti cimiteriali, nello specifico da utensili con chiare analogie con quelli rinvenuti in Baviera, Bulgaria, Croazia, Moravia e in simili territori lontani. Una costruzione difensiva con le mura in legno è stata portata alla luce a Zalaszabar: essa presenta delle somiglianze con le corti nobiliari di altre zone dell'Impero carolingio.
I gruppi avari che rimasero sotto il dominio del loro khagan furono frequentemente attaccati dai guerrieri slavi. Per questa ragione, in cerca di assistenza, il khagan si rivolse a Carlo Magno chiedendogli di lasciare che il suo popolo si stabilisse nella regione tra Szombathely e Petronell, in Pannonia; la richiesta fu accettata nell'805. La Conversio Bagoariorum et Carantanorum annovera gli Avari tra i popoli sottoposti alla giurisdizione ecclesiastica dell'arcidiocesi di Salisburgo intorno all'870. Secondo Pohl, «si rivelò semplicemente impossibile preservare un'identità avara dopo che le istituzioni locali e l'alta considerazione delle loro tradizioni vennero meno». Il numero crescente di prove archeologiche rinvenute nel Transdanubio suggerisce con una certa probabilità la presenza di una comunità avara nel bacino carpatico non soltanto ancora alla vigilia del X secolo, ma anche verso la fine dell'Alto Medioevo.
Un provvedimento emesso nell'860 da Ludovico II il Germanico e destinato all'abbazia di Mattsee attesta, con una buona dose di verosimiglianza, che nel territorio vivevano anche gli Onoguri, di origine turca. L'atto si riferisce alle «Marche dei Vangari» (marcha uuangariourum), situate nelle regioni più occidentali del bacino dei Carpazi. La denominazione Vangaro sembra riflettere la forma slava degli etnonimi di origine onogura.

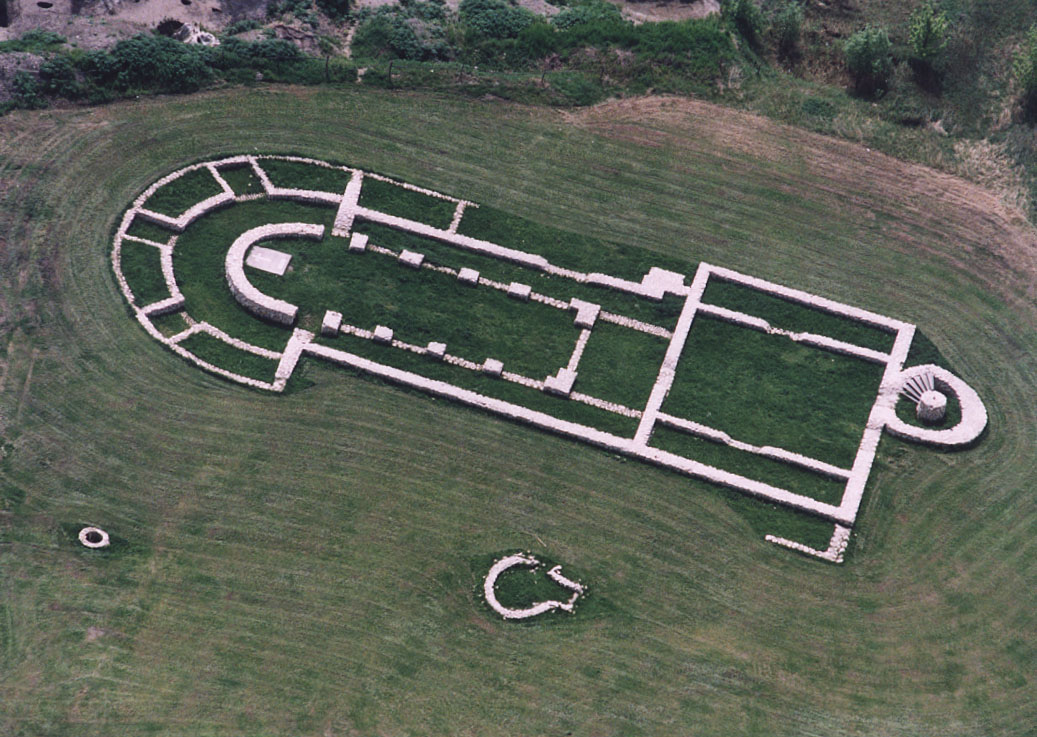
Rovine della chiesa del IX secolo a Zalavár

I territori annessi all'Impero carolingio erano inizialmente governati da ufficiali reali e comandanti locali. Tra le figure di spicco più rilevanti si impose un principe slavo di nome Pribina, che ricevette vasti possedimenti lungo il fiume Zala intorno all'840. Egli promise la colonizzazione delle sue terre, erigendo anche Mosaburg, una fortezza nelle paludi, per ospitarvi nuovi abitanti. Inizialmente difeso da barriere in legno, questo «complesso di castelli» divenne in tempi brevi un centro amministrativo. Rafforzato da mura a secco alla fine del secolo, vi furono realizzate quattro chiese circondate da cimiteri dentro e intorno all'insediamento, con almeno uno di esso che continuò a essere utilizzato fino all'XI secolo. Pribina morì combattendo contro i Moravi nell'861 e il figlio Kocel ereditò i suoi possedimenti. A quest'ultimo successe intorno all'876 Arnolfo di Carinzia, un figlio naturale di Carlomanno, re dei Franchi Orientali. Sotto il suo governo, tra l'882 e 884, le truppe morave intervennero nel conflitto noto come guerra di Wilhelminer e «causarono», secondo gli Annali di Fulda, «devastazione a est del Raab».

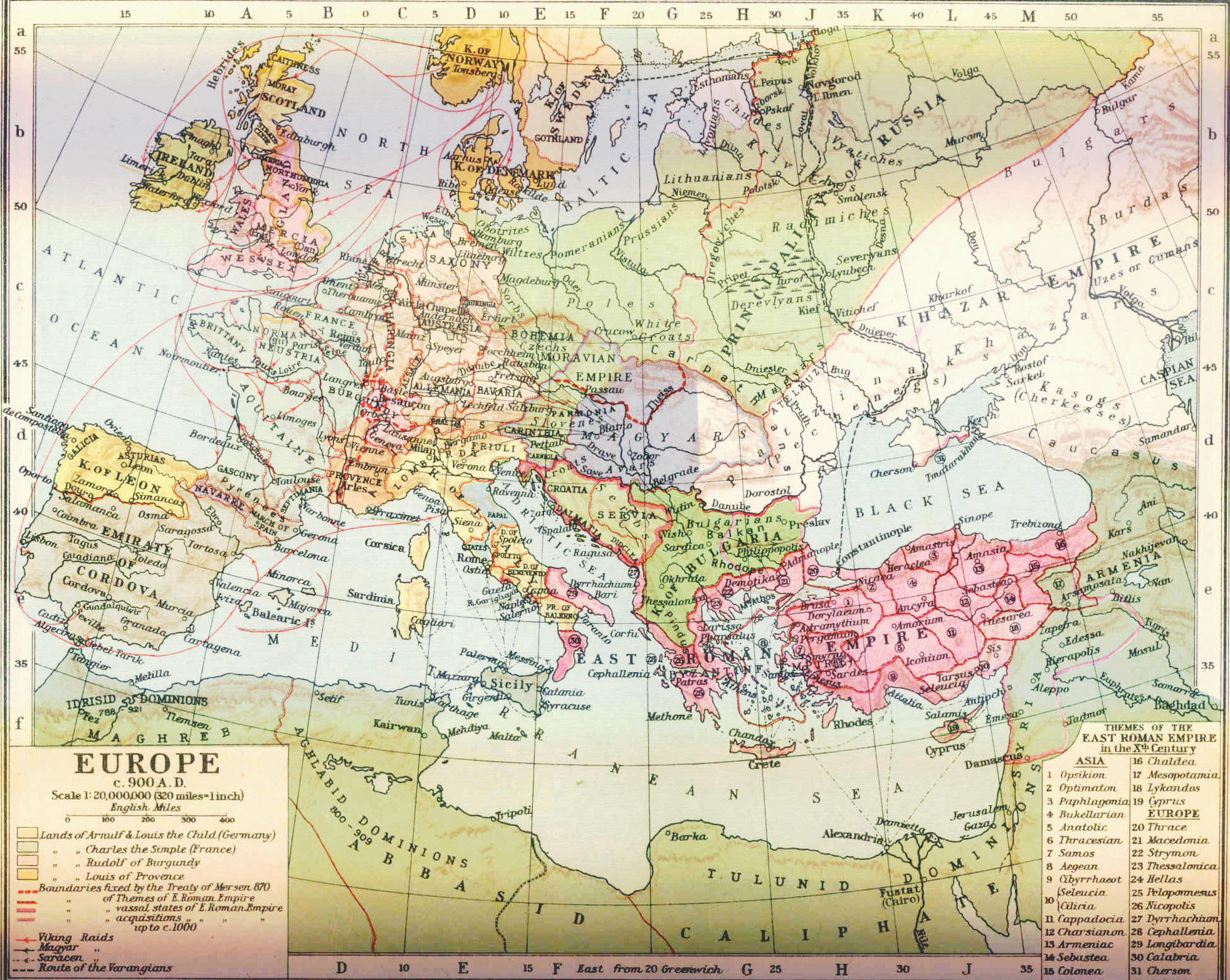
L'Europa intorno al 900

La Grande Moravia emerse come potente realtà dell'Europa centrale negli anni venti del IX secolo sotto il primo sovrano di cui si hanno notizie, ovvero Mojmír I. Il suo successore, Rastislav, contribuì ad accrescere la forza militare del regno, promuovendo altresì le attività di proselitismo dei fratelli bizantini, Costantino e Metodio, nel tentativo di ottenere l'indipendenza completa dai Franchi Orientali. La Grande Moravia raggiunse il suo periodo di massimo splendore con Svatopluk I (870–894), fautore di una vasta espansione territoriale su ogni versante dei vecchi confini.
Il territorio centrale della Grande Moravia si snodava lungo le rive del fiume Morava settentrionale, ovvero nel territorio dell'attuale Repubblica Ceca e della Slovacchia. Tuttavia, nel suo testo Costantino Porfirogenito posiziona «la non battezzata grande Moravia» da qualche parte nelle regioni oltre Belgrado e Sirmio, in Serbia. Proprio per via delle differenti interpretazioni espresse dagli esperti su questo passaggio, nell'Ottocento si sono sviluppate delle teorie alternative sulla collocazione geografica della Grande Moravia, riprese da studiosi novecenteschi. Gyula Kristó e Imrer Boba hanno suggerito che potessero esistere due «Moravie», una settentrionale e l'altra meridionale, mentre Florin Curta, Charles R. Bowlus, Martin Eggers e Toru Senga hanno fornito credito alla tesi secondo la quale il territorio principale dei Moravi si trovasse indicativamente tra le attuali Serbia e Bosnia. L'esistenza di un regno meridionale non è supportata da manufatti, mentre le roccaforti rinvenute a Mikulčice, Pohansko e altre aree a nord del medio Danubio indicano l'esistenza di un centro di potere.
Oltre al Regno dei Franchi Orientali e alla Grande Moravia, ci fu una terza potenza coinvolta negli eventi accaduti nel bacino dei Carpazi nel IX secolo, il Primo Impero bulgaro. Un lessico bizantino della fine del 900 noto come Suda aggiunge che il sovrano Krum attaccò gli Avari da sud-est intorno all'803. Gli Annales Regni Francorum testimoniano che gli Obodriti concentrati nella porzione di «Dacia sul Danubio», molto probabilmente lungo il corso inferiore del fiume Tibisco, chiesero l'assistenza dei Franchi nell'824. Le truppe bulgare invasero anche la Pannonia, «scacciarono i capi slavi e nominarono al loro posto governatori provenienti dalla loro terra» nell'827. Quanto riportato viene avvalorato da un'iscrizione scoperta a Provadia, che riferisce di un capo militare arrivato dalla Tracia di nome Onegavonais che annegò nel Tibisco più o meno nello stesso periodo. La forza emergente della Grande Moravia portò a un riavvicinamento tra i Bulgari e i Franchi orientali negli anni sessanta dell'800. Ad esempio, Arnolfo di Carinzia inviò un'ambasciata ai Bulgari nell'892 per «rinnovare la pace precedente e chiedere che non vendessero sale ai Moravi». Tale richiesta suggerisce che la rotta dalle miniere di sale dei Carpazi orientali alla Grande Moravia fosse controllata proprio dai Bulgari.
L'anonimo autore delle Gesta Hungarorum, anziché riferirsi a Svatopluk I di Moravia e ad altri governanti noti grazie a fonti coeve, scrive di personalità e società non menzionate dai cronisti attivi alla fine del IX secolo. Nello specifico, si riferisce a Menumorut, un influente nobile residente nel castello di Bihar (in Romania), a Zobor, «duca di Nitra per grazia del duca dei Cechi», e a Gelou, «un certo valacco» al governo della Transilvania. Secondo lo storico Ryszard Grzesik, il riferimento a Gelou, al suo seguito e ai Valacchi dimostrerebbe che questo gruppo etnico si era già stabilito in Transilvania quando le Gesta vennero completate, mentre le storie su Zobor e Menumorut conserverebbero la memoria della lotta degli Ungari contro i Moravi. Secondo lo stesso autore moderno, Menumorut non sarebbe mai esistito, ma potrebbe essere ricondotto a un sovrano della Grande Moravia, più nello specifico a Svatopluk I, il quale però non esercitò mai il suo dominio nel territorio di Bihar. Delle fortezze alto-medievali portate alla luce nella regione appena indicata e in altri luoghi a est del Tibisco, nessuna risale con certezza al IX secolo. Ad esempio, nel caso del comune romeno di Dăbâca, sono state scoperte due coppie di pendenti a campana con analogie estetiche a siti localizzati in Austria, Bulgaria e Polonia, ma Florin Curta le ha datate al IX secolo, mentre Alexandru Madgearu al periodo compreso tra il 975 e il 1050.

## La conquista della pianura pannonica

### Avvisaglie (892–895)

Mappa concettuale che, tramite un'animazione, illustra la conquista dei magiari dell'Europa centrale nelle sue tappe fondamentali

L'insieme degli eventi che costituirono l'honfoglalás, che in ambito storiografico viene variamente indicata come conquista magiara del bacino dei Carpazi e presa del territorio ungherese o della pianura pannonica, si cristallizzò nel contesto di una tarda o seconda sequela di invasioni barbariche avvenute su scala minore. Sono tre le teorie principali che hanno tentato di spiegare le ragioni della conquista ungara. La prima ha sostenuto che si trattasse di un'operazione militare intenzionale, premeditata a seguito di precedenti incursioni, con il preciso scopo da parte degli Ungari di insediarsi in una nuova patria. Questa ricostruzione, caldeggiata ad esempio da Kornél Bakay e Viktor Padányi, ha seguito principalmente la narrazione dell'anonimo e delle cronache ungheresi successive. Una diversa scuola di pensiero ha intravisto in un attacco congiunto di Peceneghi e Bulgari la causa che costrinse gli Ungari ad accelerare le operazioni. Kristó, Tóth e gli altri sostenitori di tale teoria hanno fatto riferimento alla testimonianza unanime fornita dagli Annali di Fulda, da Regino di Prüm e dal Porfirogenito, a riguardo della correlazione tra il conflitto degli Ungari con la coalizione bulgaro-pecenega e il loro abbandono delle steppe pontiche.
Una terza ipotesi, intermedia, ha proposto che gli Ungari avessero preso in considerazione l'idea di stabilirsi nella pianura pannonica già un decennio prima e l'attuarono all'intensificarsi delle incursioni bulgaro-peceneghe. Nel dettaglio, András Róna-Tas ha sostenuto: «Nonostante una serie di sfortunati eventi, i Magiari riuscirono a tenere la testa fuori dall'acqua, dimostrando che erano davvero pronti ad andare avanti» quando i Peceneghi li aggredirono. Infatti, dopo un'assenza protrattasi per undici anni, gli Ungari tornarono nel bacino dei Carpazi nell'892, quando giunsero in aiuto di Arnolfo di Carinzia contro Svatopluk I di Moravia. Vitichindo di Corvey e Liutprando di Cremona criticano il monarca franco per aver distrutto le linee di difesa costruite lungo i confini dell'impero, in quanto ciò permise agli Ungari di attaccare i Franchi Orientali nel giro di un decennio.
(Liutprando di Cremona: Antapodosis)
Giovanni Aventino, autore tardo-rinascimentale degli Annales Bojorum, aggiunge che Kurszán (Cusala), «re degli Ungari», decise che il suo popolo avrebbe combattuto i Moravi solo se avesse ricevuto in cambio le terre che dovevano occupare. Di conseguenza, continua Aventino, già nell'893 gli Ungari presero possesso di «tutta la Dacia compresa da questa parte e di quanto fosse oltre» il Tibisco a est dei fiumi Danubio e Garam. Infatti, le cronache ungheresi affermano all'unanimità che i Siculi erano già presenti nella pianura pannonica quando vi si trasferirono i loro antenati. Kristó ha dichiarato che sia Aventino sia la tradizionale impostazione storiografica ungherese segnalino, in maniera forse precoce, l'occupazione dei territori orientali del bacino dei Carpazi da parte dei guerrieri ausiliari della confederazione tribale.

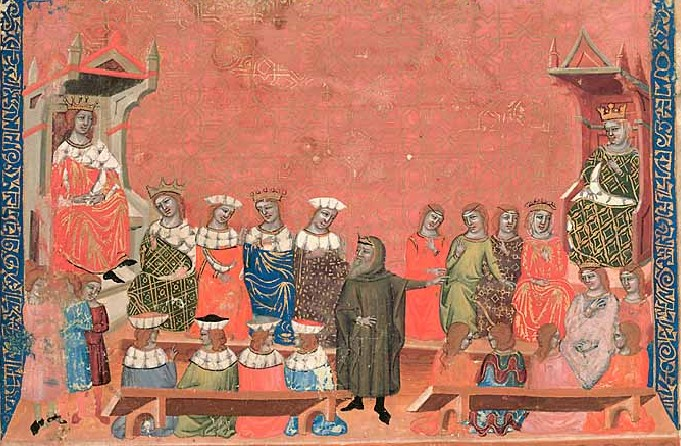
Svatopluk I di Moravia travestito da monaco alla corte di Arnolfo di Carinzia nella Cronaca di Dalimil

Gli Annali di Fulda riportano che, nell'anno 894, i Magiari attraversarono il Danubio, in Pannonia, dove «uccisero uomini e donne anziane, portando via con sé le giovani non sposate come se fossero bestiame per soddisfare le proprie concupiscenze e riducendo ogni luogo un deserto». Sebbene l'anonimo autore scriva di questo attacco dopo il passaggio in cui narra della morte di Svatopluk I, György Györffy, Kristó, Róna-Tas e altri storici hanno teorizzato in realtà che gli Ungari avessero invaso la Pannonia proprio al fianco del monarca moravo. D'altronde viene spesso ricordata dalle cronache ungheresi la cosiddetta leggenda del cavallo bianco, secondo la quale le comunità di origine asiatica acquistarono i territori nella pianura pannonica da Svatopluk concedendogli un cavallo bianco bardato con sella e testiere dorate. Un tale racconto conserverebbe la memoria di un trattato concluso dagli Ungari, secondo le usanze pagane, con Svatopluk I. Nella Chronica Picta è presente il seguente passaggio:
Isma'il Ibn Ahmed, l'emiro del Khorasan, si inserì nella lotta per il possesso della «terra dei Turchi» (i Qarluq) nell'893. Le aggressioni da lui compiute innescarono in seguito una vasta ondata migratoria, con i popoli che a uno a uno invasero le terre dei loro vicini occidentali nelle steppe eurasiatiche. Al-Mas'udi collegava il forzato spostamento verso ovest dei Peceneghi e degli Ungari a precedenti lotte tra i Qarluq, gli Oghuz e i Kimeki. Il Porfirogenito scrive di un attacco congiunto dei Cazari e degli Oghuz che costrinse i Peceneghi ad attraversare il fiume Volga tra l'893 e il 902 (con verosimiglianza intorno all'894):
(Costantino Porfirogenito: De administrando imperio)

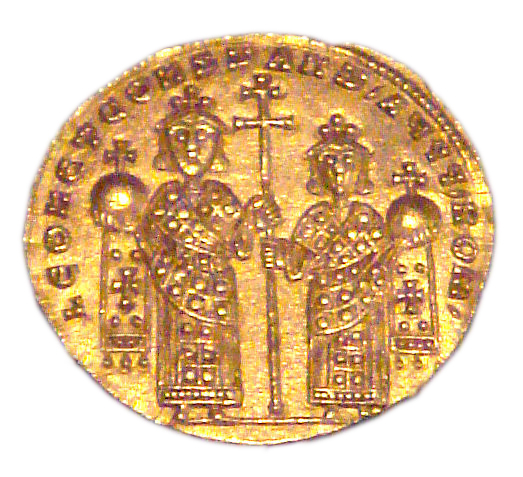
Leone VI il Saggio e suo figlio, Costantino VII Porfirogenito su un solido aureo bizantino

Il rapporto tra la Bulgaria e l'Impero bizantino si logorò nell'894, poiché Leone VI il Saggio costrinse i mercanti bulgari a lasciare Costantinopoli e a stabilirsi a Salonicco. Successivamente, lo zar Simeone I il Grande invase i territori romei e sconfisse un piccolo contingente imperiale. I Bizantini avviarono delle trattative con gli Ungari allo scopo di ingaggiarli come mercenari per combattere i Bulgari. Niceta Sclero, l'ambasciatore bizantino protagonista dei tentativi di mediazione esperiti dalle controparti, concluse un trattato con i loro capi, Árpád e Kurszán (Kusan), ai sensi del quale le navi romee avrebbero dovuto trasportare guerrieri magiari attraverso il Basso Danubio. I mercenari invasero la Bulgaria, costrinsero lo zar Simeone a ripiegare nella fortezza di Dristra (ora Silistra, in Bulgaria) e saccheggiarono Preslav. Un'interpolazione, probabilmente errata, nell'opera del Porfirogenito sostiene che gli Ungari avevano un principe di nome «Liountikas, figlio di Árpád», che a quel tempo pare fosse il comandante dell'esercito. In contemporanea con l'attacco ungaro da nord, i Romei invasero la Bulgaria da sud; lo zar Simeone inviò dunque ambasciatori a Costantinopoli per proporre una tregua, oltre che dai Peceneghi per incitarli ad aggredire i Magiari. Essendo riuscito nell'intento, i Peceneghi irruppero nei territori ungari da est, costringendoli a ritirarsi. I combattenti bulgari, secondo Costantino Porfirogenito, attaccarono e misero in fuga gli Ungari nella battaglia del Bug meridionale.
I Peceneghi devastarono sensibilmente le dimore degli Ungari: coloro che sopravvissero alle travolgenti lotte lasciarono le steppe del Ponto e attraversarono i Carpazi in cerca di una nuova patria. La memoria dei massacri e dei cupi avvenimenti patiti dai Magiari dovettero segnare profondamente le loro vite, se si tiene conto della serie di racconti tramandati per generazioni. Il sostantivo ungherese riservato ai Peceneghi (besenyö) corrisponde all'antico termine ungherese che stava per aquila (bese). Per questo motivo e con grande verosimiglianza, i rapaci presenti nelle cronache ungheresi del XIV secolo che costrinsero gli antenati degli Ungari ad attraversare i Carpazi rappresenterebbero una metafora dell'attacco degli incursori asiatici. Dalla cronaca di Regino di Prum si legge:

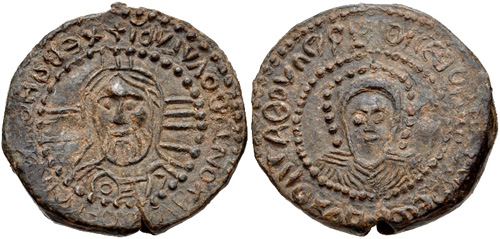
Sigillo di Simeone I di Bulgaria

Il Porfirogenito scrive nel suo De administrando imperio:
Infine, Marco di Kalt nella Chronica Picta riporta:

### Prima fase (895 circa–899)
L'anno esatto dell'invasione ungara varia a seconda della fonte di riferimento: la Chronica Picta indica il 667, l'anonimo notaio di re Béla il 902, mentre i testi coevi suggeriscono che l'evento seguì la guerra bulgaro-bizantina dell'894. Risulta altrettanto controverso il cammino compiuto dagli Ungari; infatti l'anonimo e Simone di Kéza affermano che essi procedettero attraverso i passi nordorientali, mentre Marco di Kalt sostiene che superarono la Transilvania.

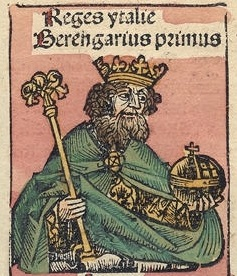
Berengario del Friuli, da un'illustrazione presente nelle Cronache di Norimberga di Hartmann Schedel

Regino di Prüm scrive che gli Ungari «vagavano per le terre selvagge dei Pannoni e degli Avari e si procacciavano il cibo cacciando e pescando» dopo l'arrivo nel bacino carpatico. La loro avanzata verso il Danubio pare stimolò Arnolfo, una volta incoronato imperatore, ad affidare a Braslav, il governatore della regione tra i fiumi Drava e Sava, la difesa dell'intera Pannonia nell'896. L'anno successivo, o nel 898, scoppiò una guerra civile tra Mojmír II e Svatopluk II (due figli di Svatopluk I), in cui intervenne anche Arnolfo, mentre non si hanno notizie delle attività compiute dal popolo ungaro in quel mentre.
Testimonianze certe invece riportano delle razzie dei Magiari nel Regno d'Italia nell'899 e nel 900, con i Magiari che si era spinti fino a Bologna. La lettera dell'arcivescovo Teotmaro di Salisburgo e i suoi suffraganei suggeriscono che l'imperatore Arnolfo li incitò con ogni mezzo possibile ad attaccare il re Berengario del Friuli, riuscendo a mettere in fuga le truppe italiane il 2 settembre presso il fiume Brenta dopo un'intensa battaglia. Sbaragliata la resistenza, gli aggressori saccheggiarono la regione di Vercelli e Modena in inverno spingendosi pure verso Bologna, ma il doge Pietro Tribuno respinse il tentato attacco a Venezia il 29 giugno 899 (ma Kristó e Róna-Tas sostengono il 29 giugno del 900). Alla fine, gli aggressori abbandonarono definitivamente l'Italia quando seppero della morte dell'imperatore Arnolfo e quando Berengario gli consegnò del cibo e dei prigionieri magiari che aveva in precedenza catturato.
Secondo l'anonimo notaio di re Béla III, i Magiari affrontarono Menumorut prima di soggiogare la Transilvania in mano a Gelou. In seguito, si rivoltarono contro Salan, identificato dal medesimo autore quale il governatore dei territori centrali. Per contrasto, Simone di Kéza riferisce della lotta degli Ungari con Svatopluk dopo il loro arrivo. Per Marco di Kalt, la popolazione proveniente dalle steppe «non diede vita a conflitti a Erdelw e fece riposare le mandrie» per un periodo indeterminato «dopo la loro migrazione a causa di un attacco delle aquile». Come capi ungari, l'anonimo notaio indica Álmos, Előd, Kond, Ónd, Tas, Huba e Töhötöm, mentre Simone di Kéza e Marco di Kalt Árpád, Szabolcs, Gyula, Örs, Kond, Lél e Vérbulcsú. Costantino Porfirogenito cita Álmos, Liountikas e Árpád, laddove la Continuazione della Cronaca di Giorgio il Monaco menziona solo quest'ultimo e Kurszán.
Secondo la Chronica Picta, Álmos, padre di Árpád, «non poté accedere in Pannonia poiché fu ucciso a Erdelw». L'episodio implica che, al momento della disfatta patita contro i Peceneghi, Álmos ricopriva il ruolo di kende, ovvero di re sacro, e scelse di sacrificare se stesso nella speranza di compiacere gli dèi. Se la sua morte fosse avvenuta davvero come conseguenza di un omicidio rituale, il suo destino fu simile a quello dei khagan Cazari che venivano giustiziati, secondo Ahmad ibn Fadlan e al-Masudi, nel caso in cui delle sciagure avessero colpito tutto il popolo che capeggiavano.

### Seconda fase (900–902)

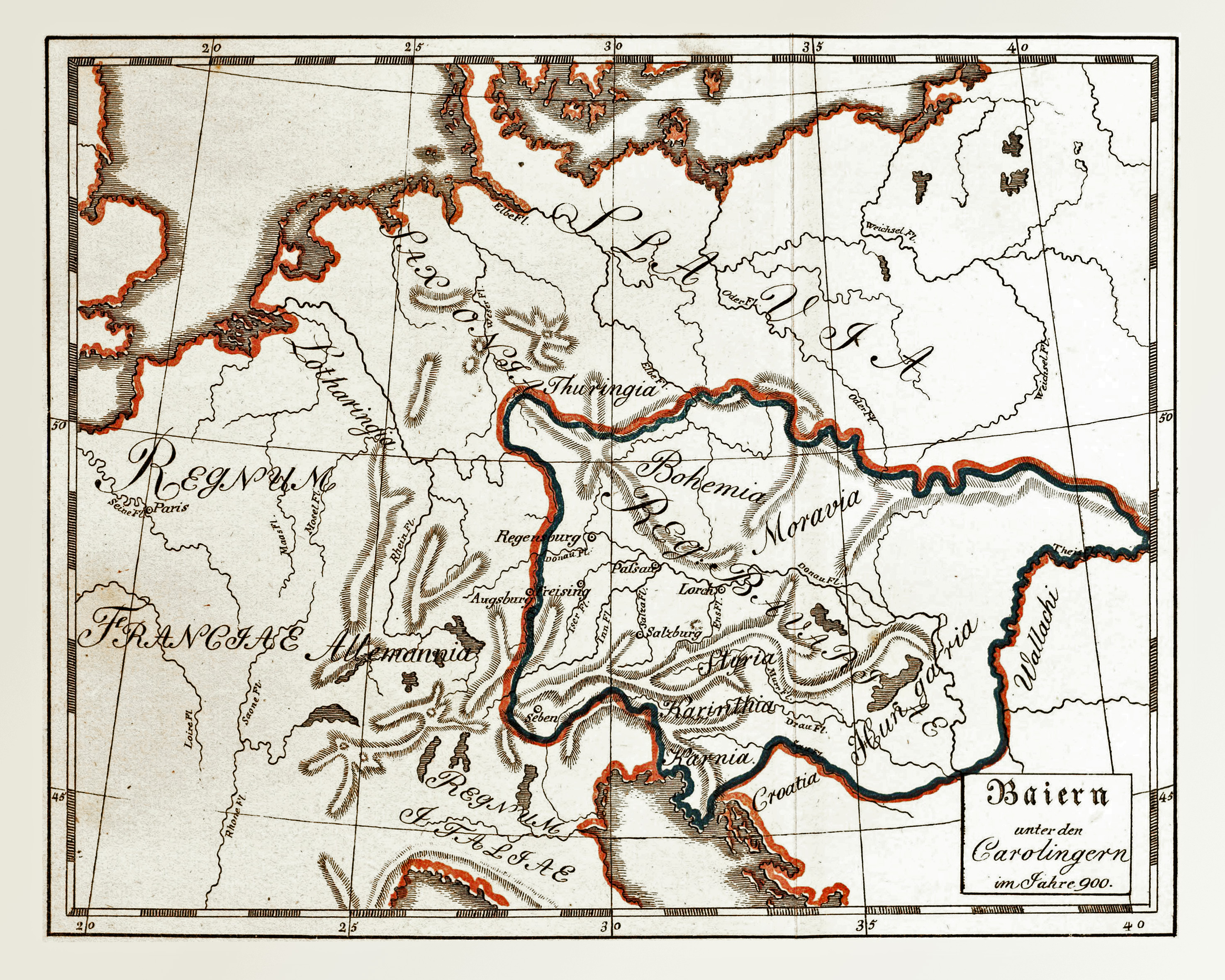
La Baviera prima della conquista ungherese, nel 900

La morte dell'imperatore Arnolfo sgravò gli Ungari dall'alleanza che avevano precedentemente stipulato con lui. Sulla via del ritorno dall'Italia settentrionale, questi ne approfittarono per estendere il loro dominio sulla Pannonia: inoltre, secondo Liutprando di Cremona, «prima che fosse passato un anno dalla morte del re e dall'ordinazione del figlio [nel 900], gli Ungari, radunato un grandissimo esercito, diven[nero] padroni dei Moravi, che Arnolfo aveva sottomesso valendosi della loro potenza». Gli Annali di Grado confermano che gli Ungari sconfissero i Moravi dopo il loro ritiro dall'Italia. Più avanti, le due fazioni si allearono e, secondo Aventino, invasero assieme la Baviera (Liutprando testimonia semplicemente l'aggressione dei soli Ungari e i danni da loro causati alla regione tedesca). Tuttavia, i contemporanei Annali di Fulda raccontano del semplice raggiungimento ad opera dei Magiari del fiume Enns.
Uno dei contingenti ungari attraversò il Danubio e saccheggiò i territori sulla sponda nord del fiume, ma il margravio Liutpoldo di Baviera radunò un'armata e sbaragliò il nemico tra Passavia e Krems an der Donau il 20 novembre 900. Desideroso di riportare nuove vittorie, decise di erigere immediatamente una robusta fortezza per arginare le aggressioni sull'Enns. Tuttavia, ciò non impedì ai razziatori di divenire i padroni della pianura pannonica in modo sempre più saldo. La Cronaca degli anni passati, incentrata su eventi accaduti nella Rus' di Kiev, potrebbe fornire spunti utili in merito quando racconta di come gli Ungari espulsero i "Volokhi" o "Volkhi", che in precedenza avevano soggiogato la patria degli Slavi in Pannonia. Secondo un filone storiografico, i "Volokhi" andrebbero intesi come i Franchi, mentre altri accademici li associano invece ai Valacchi (Rumeni), o ai discendenti delle province romane.
(Cronaca degli anni passati)
Nel 901, re Ludovico IV il Fanciullo convocò un incontro ufficiale con vari funzionari di alto grado a Ratisbona, allo scopo di introdurre ulteriori misure preventive contro gli Ungari. Gli inviati moravi proposero la pace per conto del proprio sovrano con i Franchi orientali, perché gli Ungari si erano nel frattempo dati a razziare le loro terre. Un'armata magiara intenta a invadere la Carinzia fu sconfitta in aprile e Giovanni Aventino descrive un'ulteriore battuta d'arresto degli aggressori causata dal margravio Liutpoldo sul fiume Fischa nello stesso anno.

### Consolidazione dell'insediamento (902–907)

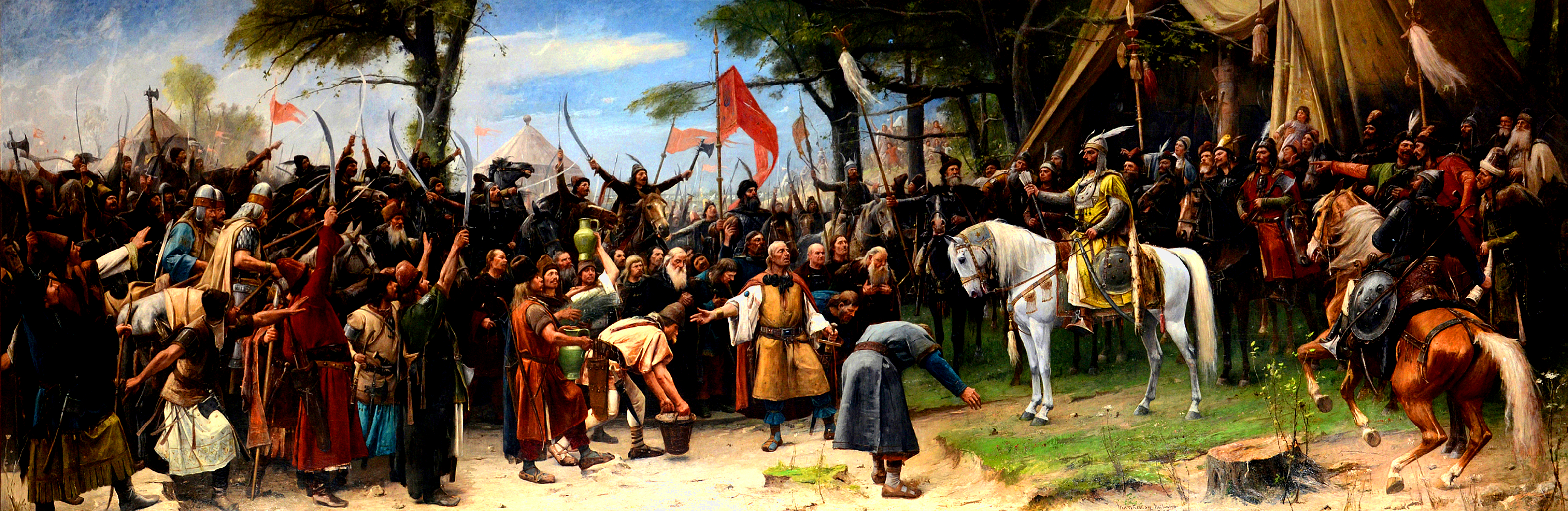
La conquista di Mihály Munkácsy (1893), olio su tela conservato al Parlamento di Budapest

Resta oggetto di dibattito la data di scomparsa della Grande Moravia, non essendoci prove chiare né sull'«esistenza della Moravia come Stato propriamente inteso» dopo il 902 né sulla sua caduta. Una fugace annotazione contenuta negli Annales Alamannici (che coprono tutti gli eventi dell'Europa medievale dall'VII all'XI secolo) fa riferimento a una «guerra con gli Ungari in Moravia» nel 902, durante la quale la «terra [patria] soccombette», ma il passaggio appare ambiguo ed è considerato poco chiaro. L'Inquisitio de theloneis Raffelstettensis, unico testo sopravvissuto relativo al diritto commerciale nell'Alto Medioevo ed emanato negli anni 903–906, fa ancora riferimento ai «mercati dei Moravi», lasciando intendere che il loro regno esistesse ancora a quel tempo. Nella Vita di San Naum si racconta poi che gli Ungari occuparono la Grande Moravia, spingendo i suoi abitanti a sfuggire alla cattura migrando verso i Bulgari. Anche Costantino Porfirogenito collega la caduta dello Stato alla sua occupazione da parte degli Ungari:
Secondo l'anonimo notaio di re Béla III, il quale non parla mai della Grande Moravia, gli Ungari invasero la regione di Nyitra, sconfiggendo e uccidendo Zobor, il sovrano ceco locale, sul monte omonimo vicino al luogo da cui esercitava il potere (la distruzione dei centri urbani e delle fortezze altomedievali a Szepestamásfalva, Dévény e altre località della moderna Slovacchia risale a un periodo compreso intorno al 900). Da allora in poi gli Ungari prima occuparono la Pannonia sottraendola ai «Romani» e poi combatterono con il duca Glad e il suo esercito di Bulgari, Rumeni e Peceneghi del Banato. Malgrado la sconfitta, questi cedette soltanto poche città dei suoi possedimenti. Infine, l'anonimo riferisce di un trattato stipulato tra gli Ungari e Menumorut ai sensi del quale la figlia del sovrano locale doveva essere data in sposa al figlio di Árpád, Zoltán:

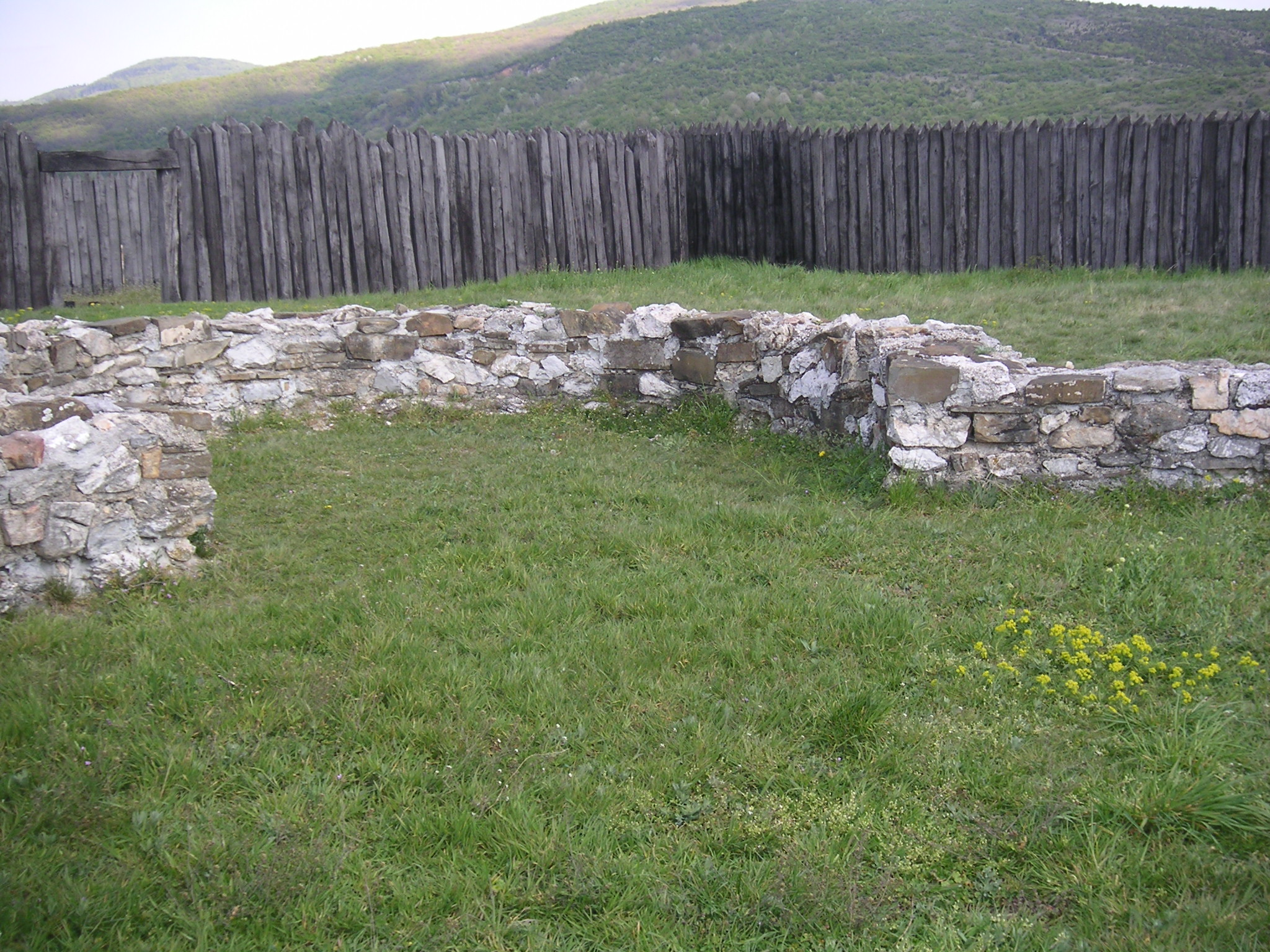
Rovine della fortezza morava di Ducové (Slovacchia)

Macartney ha sostenuto che la menzione sia di Menumorut sia di Glad costituisca fondamentalmente una trascrizione di un resoconto molto successivo, dell'inizio dell'XI secolo, quello di un potente signore del Banato di nome Ajtony, relativo alla sua presunta discendenza da Glad. Al contrario, per esempio, Madgearu ha ritenuto che Galad, Kladova, Gladeš e altri toponimi registrati nel Banato nel XIV e XVI secolo attestino in modo verosimile la memoria di un sovrano locale di nome Glad.
Un importante evento successivo alla conquista della pianura pannonica, l'assassinio di Kurszán da parte dei bavaresi, fu registrato negli Annales Sangallenses maiores, negli Annales Alamannici e negli Annali di Einsiedeln. I primi collocano l'accadimento nel 902, mentre gli altri due nel 904. Tutte e tre le opere riportano che i bavaresi invitarono il capo ungaro a un banchetto serale con il pretesto di negoziare un trattato di pace, per poi ucciderlo: Kristó e altri storici hanno immaginato che, con la morte di Kurszán, cessò di esistere il tradizionale sistema di governo duale magiaro e di derivazione tribale che vedeva al potere il gyula e il kende (si ricordi che solo il primo esercitava l'autorità effettiva, mentre l'altro un centrale ruolo religioso).
Nel 904 ci fu una nuova invasione dell'Italia, resa possibile attraverso la cosiddetta «Via degli Ungari» (Strada Ungarorum), che conduceva dalla Pannonia alla Lombardia. Arrivati su richiesta degli alleati di Berengario del Friuli per combattere contro il suo rivale, Ludovico di Provenza, i Magiari devastarono i territori occupati precedentemente dal sovrano francese lungo il fiume Po. Dal 4 al 6 luglio 907 venne consumata una sanguinosa battaglia che vide contrapposti gli Ungari e i Franchi, guidati rispettivamente da Árpád (o da un altro comandante, senza nome) e da Ludovico, Liutprando di Baviera e dall'arcivescovo Teotmaro di Salisburgo. La versione più estesa degli Annales Sangallenses maiores riporta che costui perse la vita, insieme ai vescovi Uto di Freising e Zachary di Säben, durante uno scontro a "Brezalauspurc" il 4 luglio. Altre fonti aggiungono al novero dei combattimenti pure il margravio Liutpoldo di Baviera e diciannove conti bavaresi. La maggioranza degli storici ha identificato "Brezalauspurc" con Presburgo (l'odierna Bratislava), ma alcuni ricercatori sostengono che ci si riferisca a Mosaburg, la fortezza di Braslav sulla Zala in Pannonia. I Magiari ebbero la meglio, ostacolando ogni tentativo di espansione verso est dei Franchi orientali per i decenni successivi, aprendo invece la strada ai numerosi saccheggi che interessarono alcune zone in Germania meridionale, Svizzera, Austria e Italia settentrionale. Berengario permise infatti ai vincitori di razziare tutti i centri abitati che avevano sostenuto il governo di Ludovico, accettando di pagare un tributo annuale di circa 375 chili d'argento.

## Conseguenze

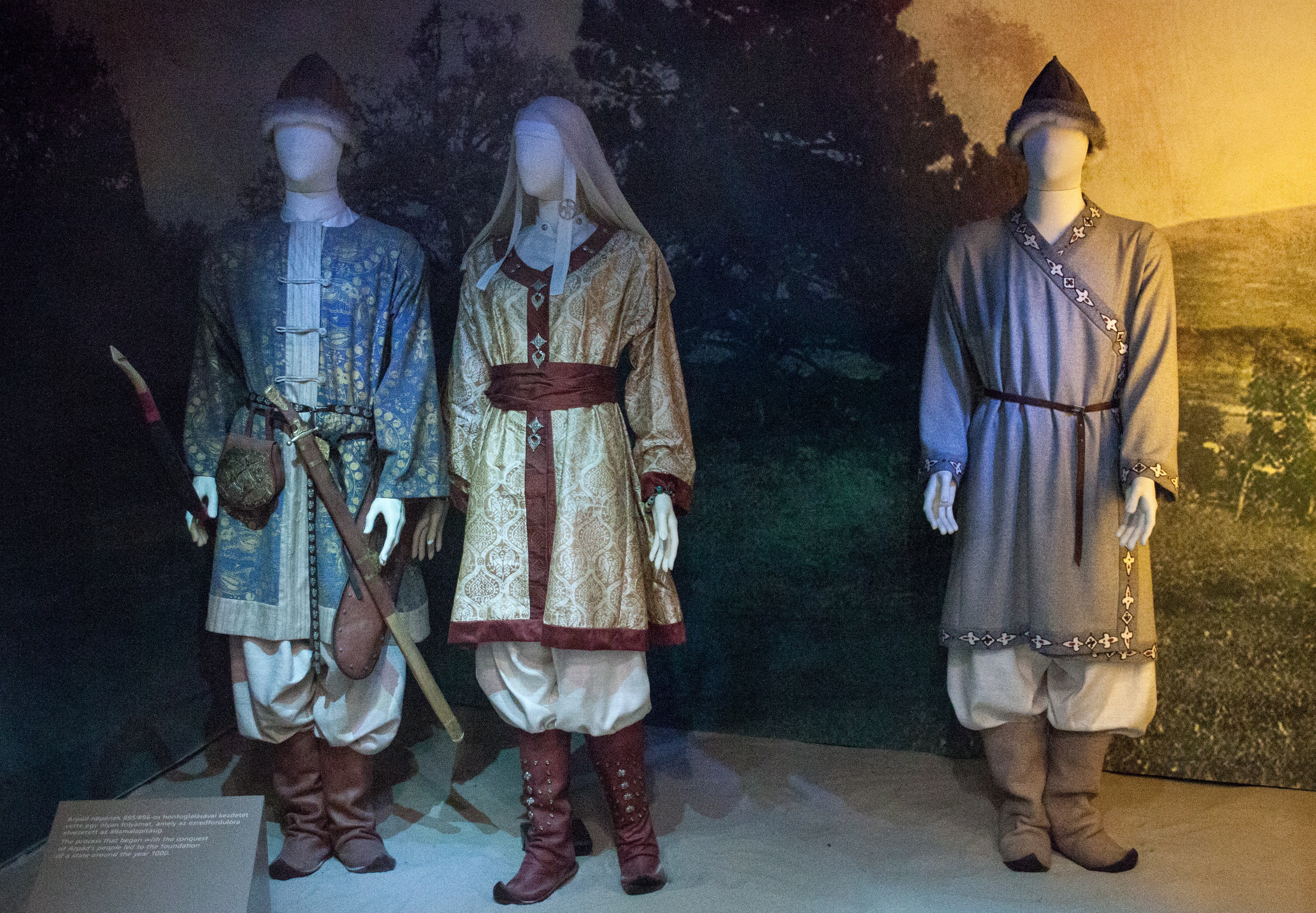
Abbigliamento tipico maschile e femminile degli Ungari tra IX e X secolo. Museo Jósa András, Nyíregyháza

Gli Ungari si stabilirono nelle pianure del bacino dei Carpazi lungo i fiumi Danubio, Tibisco e i loro affluenti, dove poterono continuare il loro stile di vita semi-nomade. Come conseguenza immediata, il loro arrivo «creò un cuscinetto non slavo tra gli Slavi occidentali e gli Slavi meridionali». Fine ha scritto che la partenza degli Ungari dalle regioni occidentali delle steppe pontiche indebolì i loro vecchi alleati, i Cazari, contribuendo al crollo del loro impero.
Alcuni decenni dopo l'approdo degli Ungari, una nuova sintesi di culture precedenti, quella di Bijelo Brdo, si diffuse in tutto il bacino dei Carpazi ed è conosciuta soprattutto per i suoi caratteristici gioielli, tra cui gli orecchini a forma di S. Al tempo di Costantino VII Porfirogenito (regnante nella metà del X secolo) essa doveva già esistere, poiché nelle tombe del territorio non sono stati trovati cavalli (avvalorando l'ipotesi di una trasformazione culturale), ma degli utensili e delle monete con l'effige dell'imperatore.

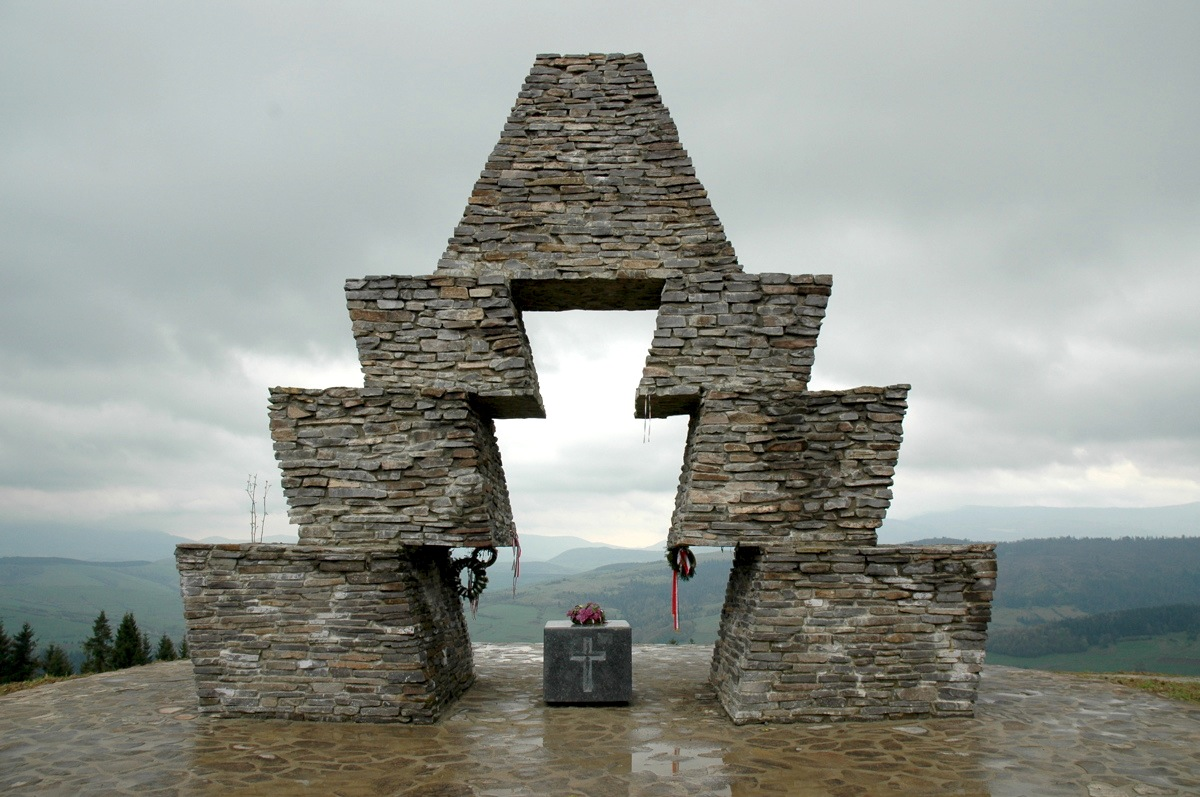
Memoriale della conquista ungara al passo di Verecke in Ucraina nello spartiacque dei Carpazi nell'Oblast' della Transcarpazia

Nei secoli successivi alla «conquista territoriale», la società magiara sperimentò cambiamenti fondamentali in molti ambiti, tra cui l'allevamento, l'agricoltura e la religione. Non mancarono inoltre delle novità nel vocabolario linguistico, se si tiene conto del numero significativo di termini presi in prestito dagli slavi del posto. Ad oggi, circa il 20% del vocabolario ungherese risulta di origine slava.
Gli Ungari lasciarono disabitate ampie marche (le cosiddette gyepü) nelle terre di confine della loro nuova patria per scopi difensivi. In questa porzione più orientale della pianura pannonica le prime tombe attribuite a guerrieri ungari si concentrano intorno alle miniere di sale della Transilvania, localizzate nella valle dei fiumi Kis-Szamos e Maros. Tuttavia, i soldati erano anche di stanza negli avamposti a est dei Carpazi, come emerge da alcuni tumuli del X secolo scoperti a Krylos, Przemyśl, Sudova Vyšnja, Grozeşti, Probota e a Tei. Il timore nei confronti dei propri vicini orientali, i Peceneghi, è attestato da un passaggio del Porfirogenito nel quale riferisce del fallito tentativo compiuto da un inviato bizantino che aveva provato a spronare i Magiari ad attaccarli. Gli Ungari dichiararono chiaramente di non essere in grado di combattere i Peceneghi, perché «la loro gente è numerosa e serva del demonio».

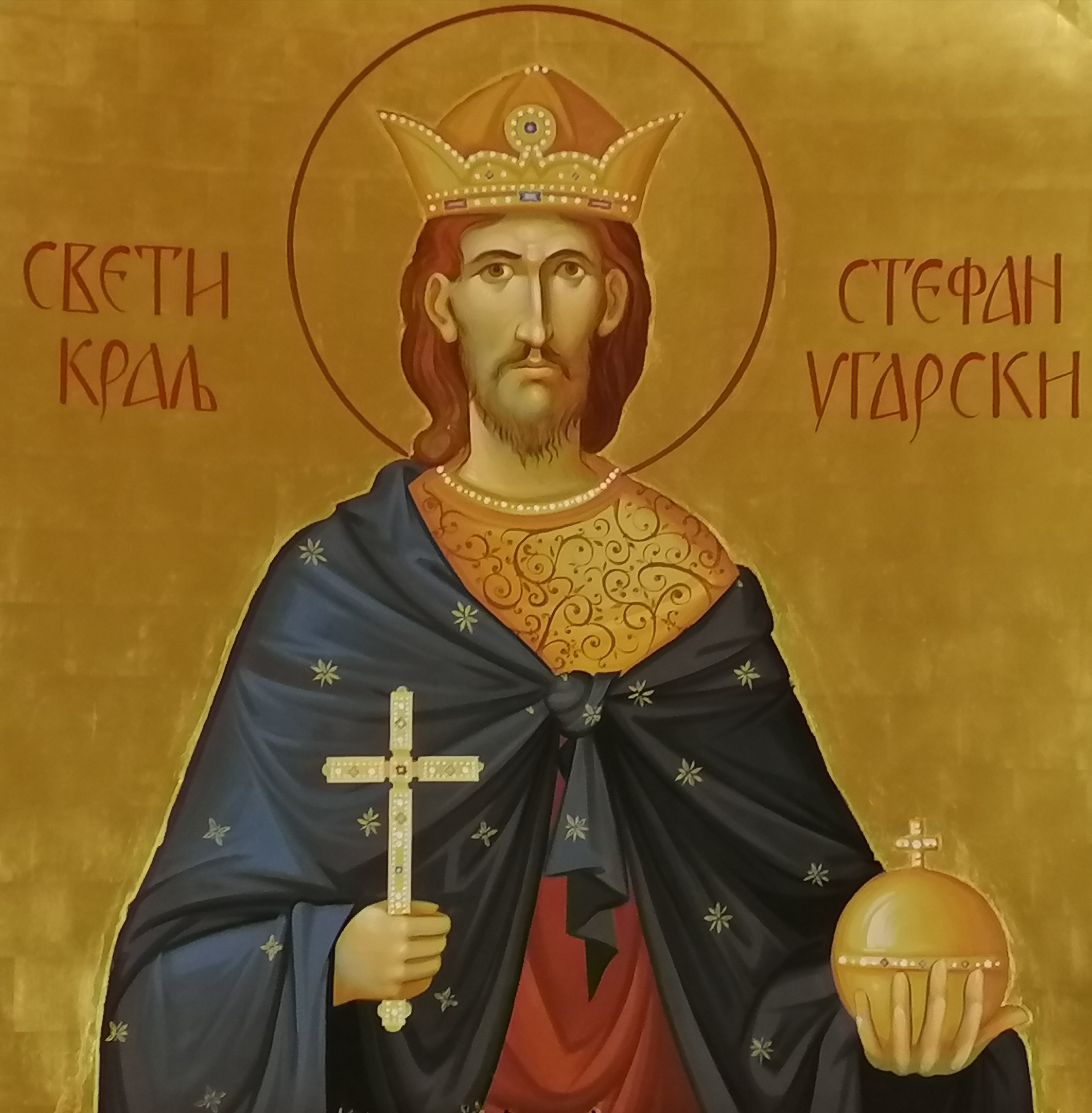
Affresco raffigurante Stefano I d'Ungheria, primo re d'Ungheria, presso il tempio di San Sava a Belgrado

Anziché aggredire i Peceneghi e i Bulgari a est, gli Ungari eseguirono delle incursioni nell'Europa occidentale, probabilmente spesso sotto la guida di Zoltán. Ad esempio, saccheggiarono Turingia e Sassonia nel 908, Baviera e Svevia nel 909 e 910, mentre Svevia, Lorena, Alsazia e Svizzera nel 912. Incerta è invece un'agiografia bizantina di San Giorgio, la quale cita un attacco congiunto di Peceneghi, «Mesi» e Ungari contro i Romei nel 917. La prima irruzione nell'impero bizantino si verificò nell'anno 943. Nel 955 la sconfitta riportata nella battaglia di Lechfeld «mise fine alle scorrerie in Occidente», malgrado le razzie ai danni dei Bizantini cessarono soltanto nel 970, dopo la disfatta subita nel corso della battaglia di Arcadiopoli.
Alla luce di tali battute di arresto, i capi ungari si convinsero che lo stile di vita tradizionale, in parte caratterizzato dalle incursioni contro i popoli vicini, non potesse proseguire oltre per garantire la sopravvivenza della comunità, ragion per cui decisero di abbandonarlo e di adeguarsi al resto del continente. Le disfatte a Lechfeld e Arcadiopoli accelerarono il processo di sviluppo di una società sedentaria. L'insieme di cambiamenti si completò in occasione dell'incoronazione di Stefano, primo storico re d'Ungheria, nell'anno 1000.

## Fonti

### Opere scritte
Gli autori bizantini furono i primi a scrivere sugli eventi storici relativi all'honfoglalás. La più antica opera conosciuta resta la Tactica redatta dall'imperatore Leone VI il Saggio e ultimata intorno al 904, in cui si racconta in modo dettagliato della fase delle guerre bulgaro-bizantine tra l'894 e l'896, una parentesi immediatamente antecedente all'abbandono da parte degli Ungari delle steppe pontiche. Una narrazione quasi coeva si rintraccia nella Continuazione della Cronaca di Giorgio Monaco. A ogni modo, è il De administrando imperio, compilato su spinta dell'imperatore Costantino VII Porfirogenito, a fornire il resoconto più esauriente.

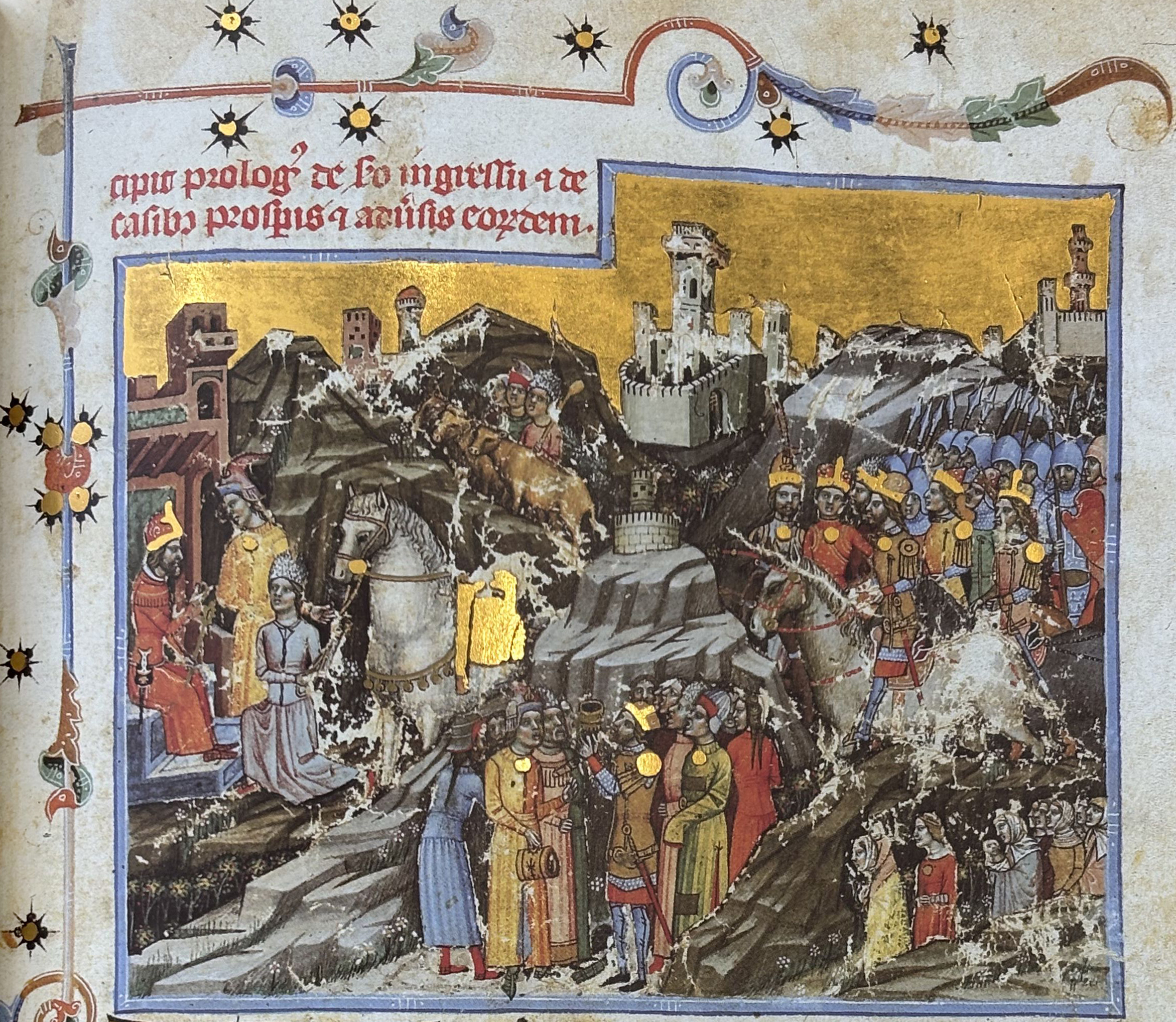
La pagina ventuno della Chronica Picta, in cui viene rappresentata lhonfoglalás

Le opere realizzate da sacerdoti vissuti negli Stati nati dopo il trattato di Verdun dell'Impero carolingio narrano eventi strettamente legati alla conquista. Gli Annali di Fulda, che arrivano fino al 901, rimangono l'esempio più remoto sopravvissuto. Anche una lettera dell'arcivescovo Teotmaro di Salisburgo spedita a papa Giovanni IX nel 900 si riferisce ai «conquistatori ungari», sebbene la missiva sia spesso considerata un falso storico. L'abate Regino di Prüm, autore della Cronaca universale intorno al 908, riassume le sue conoscenze sugli Ungari in un'unica voce sotto l'anno 889. Altro lavoro prezioso è l'Antapodosis del vescovo lombardo Liutprando di Cremona, risalente al 960 circa. Particolari sono invece gli Annales Bojorum di Giovanni Aventino, mandati in stampa nel 1554, i quali forniscono informazioni non rintracciabili altrove, circostanza che lascia immaginare come potrebbero basarsi su fonti ormai andate perdute. Tuttavia questa resta un'ipotesi e appare comunque lecito presentare dei dubbi sulla loro affidabilità.
Una delle Vite di santi narrata in lingua slava ecclesiastica antica fornisce un resoconto di un testimone oculare della fase della guerra bulgaro-bizantina tra l'894 e l'896. La prima agiografia dedicata a San Naum, stilata intorno al 924, contiene informazioni risalenti quasi allo stesso arco temporale sulla caduta della Moravia causata dalle invasioni ungare, sebbene la più antica copia esistente risalga al XV secolo. Tra i manoscritti non contemporanei (il cui meno recente e più affidabile andò scritto nel XIV secolo) si annovera il contenuto della Cronaca degli anni passati, un'opera storica completata nel 1113 e che fornisce informazioni basate su precedenti fonti romee e morave.
Gli Ungheresi conservarono alcuni elementi della loro cultura storica tramandandoli oralmente, così come i principali eventi susseguitisi ricordati «sotto forma di canti popolari e ballate». La tradizione di scrivere cronache sullo stile dell'Europa occidentale attecchì in Ungheria nel XI secolo. Le Gesta Hungarorum, di autore ignoto, costituiscono la prima cronaca locale magiara di cui si abbia effettiva conoscenza, probabilmente redatta prima del 1200. Malgrado la maggiore prossimità cronologica agli eventi, il lavoro in questione resta a giudizio dello storico Macartney il «più fuorviante tra tutti gli antichi testi ungheresi», poiché contiene molte informazioni che non possono essere confermate sulla base di fonti moderne. Intorno al 1283, Simone di Kéza, un sacerdote della corte reale magiara, si dedicò alla scrittura di un'ulteriore opera storica, le Gesta Hunnorum et Hungarorum, in cui illustrò la stretta affinità genetica tra gli Ungari e gli Unni, conquistatori del bacino dei Carpazi durante la tarda antichità. Per questo motivo l'arrivo degli Ungari viene dipinto alla stregua di una seconda invasione unna. Infine un'altra opera magiara, la Chronica Picta del Trecento attribuita a Marco di Kalt, è ritenuta altrettanto importante perché riporta in forma scritta alcuni racconti prima tramandati oralmente.

### Archeologia

Mappa che mostra, a giudizio dell'archeologo russo Valentin Vasil'evič Sedov, il territorio della cultura di Bijelo Brdo (secoli X-XII). In quest'area non è compreso il villaggio di Bijelo Brdo

Mentre nel bacino carpatico sono state identificate le tombe delle prime generazioni di conquistatori ungari, nelle steppe pontiche sono stati rinvenuti meno di dieci cimiteri sicuramente ungari. Il grosso dei siti funerari include 25 o 30 sepolture comuni, benché siano presenti anche delle sepolture isolate. I maschi in età adulta, e talvolta le donne e i bambini, andavano sepolti insieme a parti dei loro cavalli o con le briglie e altri oggetti legati al mondo equestre. Inoltre, in molti tumuli sono state rinvenute cinture d'argento decorate, sabretache adornate di piastre metalliche, staffe a forma di pera e altri oggetti in metallo. Molti di questi oggetti vantano strette analogie con le caratteristiche della contemporanea cultura multietnica Saltovo-Majaki delle steppe del Ponto. Il grosso dei cimiteri risalenti al X secolo circa si concentra nella regione dell'Alto Tibisco e nelle pianure lungo i fiumi Raab e Váh, nello specifico a Tarcal, Tiszabezdéd, Naszvad (Nesvady, in Slovacchia) e Gyömöre. Dei piccoli siti di sepoltura di epoca alto-medievale sono stati portati alla luce a Kolozsvár (Cluj-Napoca), Marosgombás (Gâmbaș) e altre località della Transilvania.

## Nella cultura di massa

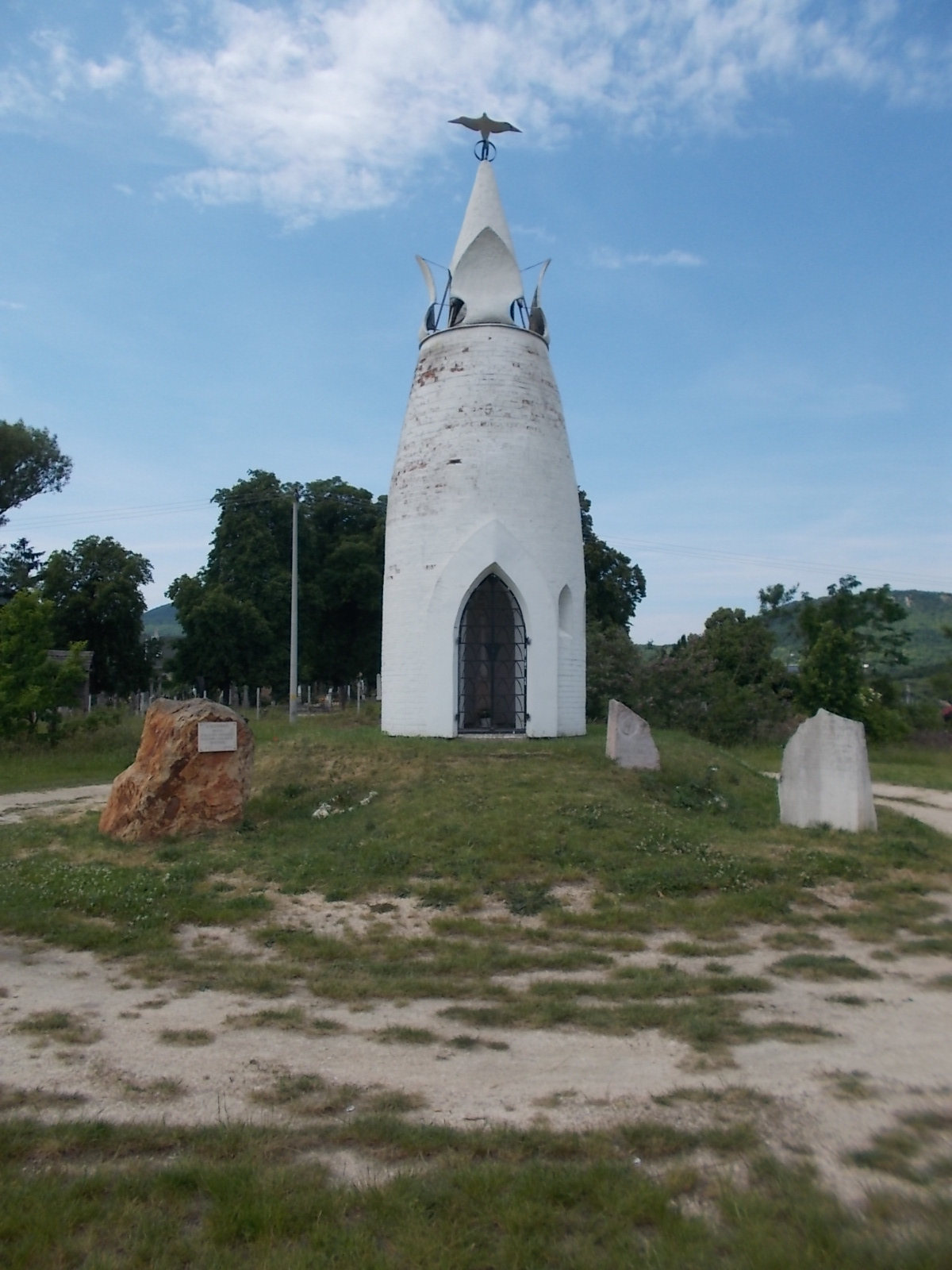
Il mausoleo di Pomáz, che commemora l'attraversamento del Danubio compiuto da Árpád

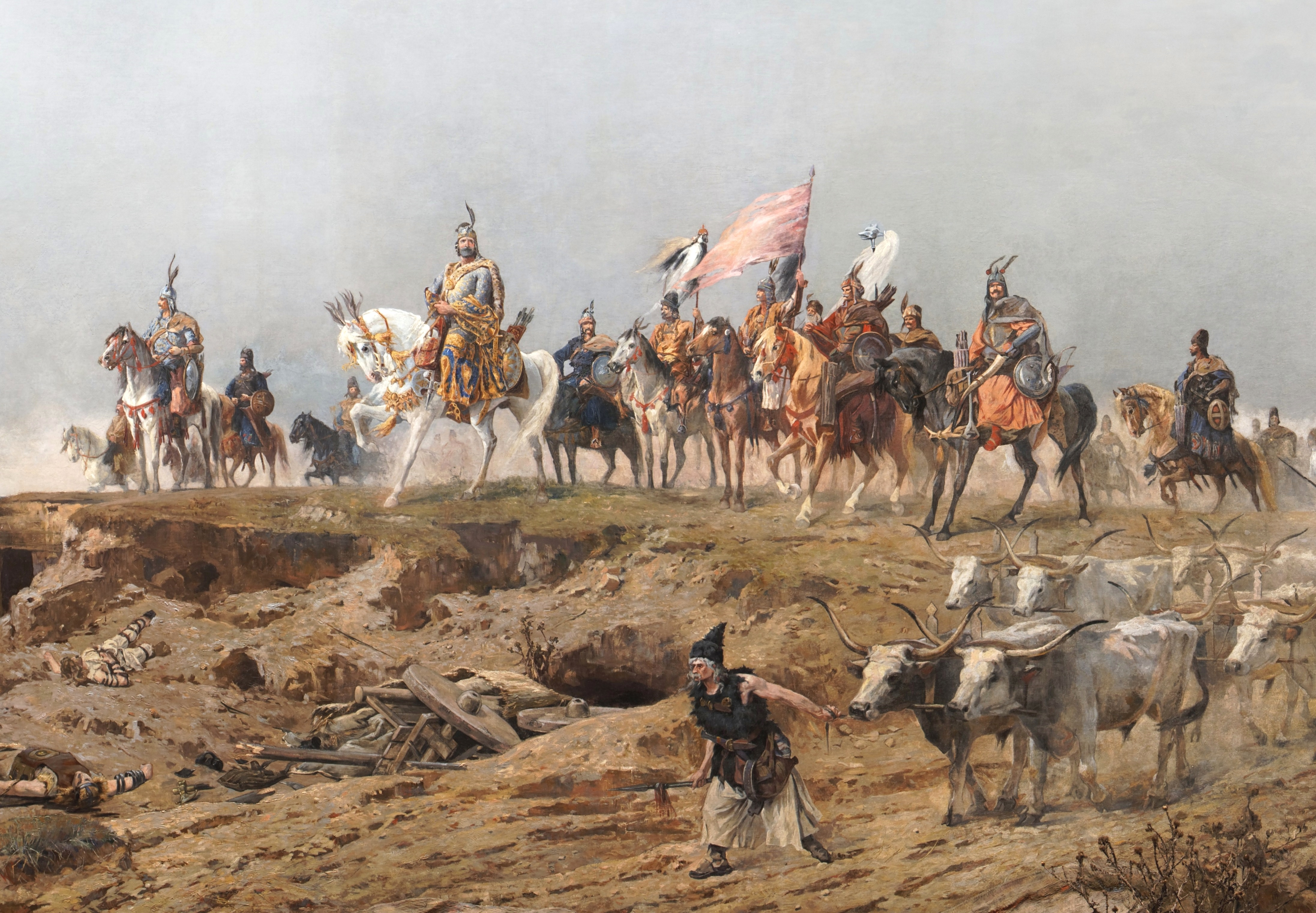
I sette capi ungari, dettaglio dell'Arrivo degli Ungheresi di Árpád Feszty

Le vicende storiche relative alla conquista magiara sono state un soggetto abbastanza rappresentato nell'arte pittorica. Un primo esempio è costituito dall'olio su tela di Mihály Munkácsy intitolato Conquista e commissionato per il palazzo del parlamento di Budapest nel 1893. Un altro è l'Arrivo degli ungheresi (o Panorama di Feszty), un grande ciclorama (ovvero un dipinto panoramico circolare) realizzato, sotto la spinta del suocero Mór Jókai, dal pittore ungherese Árpád Feszty (1856–1914) e dai suoi assistenti, che lo completarono nel 1894 in occasione del millesimo anniversario dell'evento. Dal 1994 è esposto al parco nazionale storico commemorativo di Ópusztaszer.
Tra le sculture principali relative all'insediamento magiaro del bacino dei Carpazi figurano la statua equestre dei sette capi (Árpád, Előd, Kond, Ond, Tas, Huba e Töhötöm) presente nella Piazza degli Eroi, a Budapest, posizionata davanti al monumento di celebrazione del millennio dalla conquista, e le sculture di Álmos ed Előd situate lungo il Bastione dei Pescatori. Nel 1996 è stato invece progettato dall'architetto György Csete un mausoleo, costruito tramite finanziamento pubblico, a Pomáz per ricordare l'episodio dell'attraversamento del Danubio di Árpád.
Per quanto concerne la sfera letteraria, sulla honfoglalás sono incentrate La fuga di Zalán, un poema epico in esametri di Mihály Vörösmarty risalente al 1825, e Honszerző Árpád, un romanzo del 1907 di Elek Benedek. Il primo confronta il passato arcaico dell'Ungheria con la contemporaneità, della quale vengono messe in luce i vizi e la corruzione, mentre il secondo «segue il destino del principe Árpád e del suo popolo attraverso prove e battaglie decisive, dalla leggendaria preistoria ungherese dell'insediamento lungo il Dnestr alla conquista del Paese, e infine alla gloriosa vittoria di Bratislava [la battaglia di Presburgo del 907]».

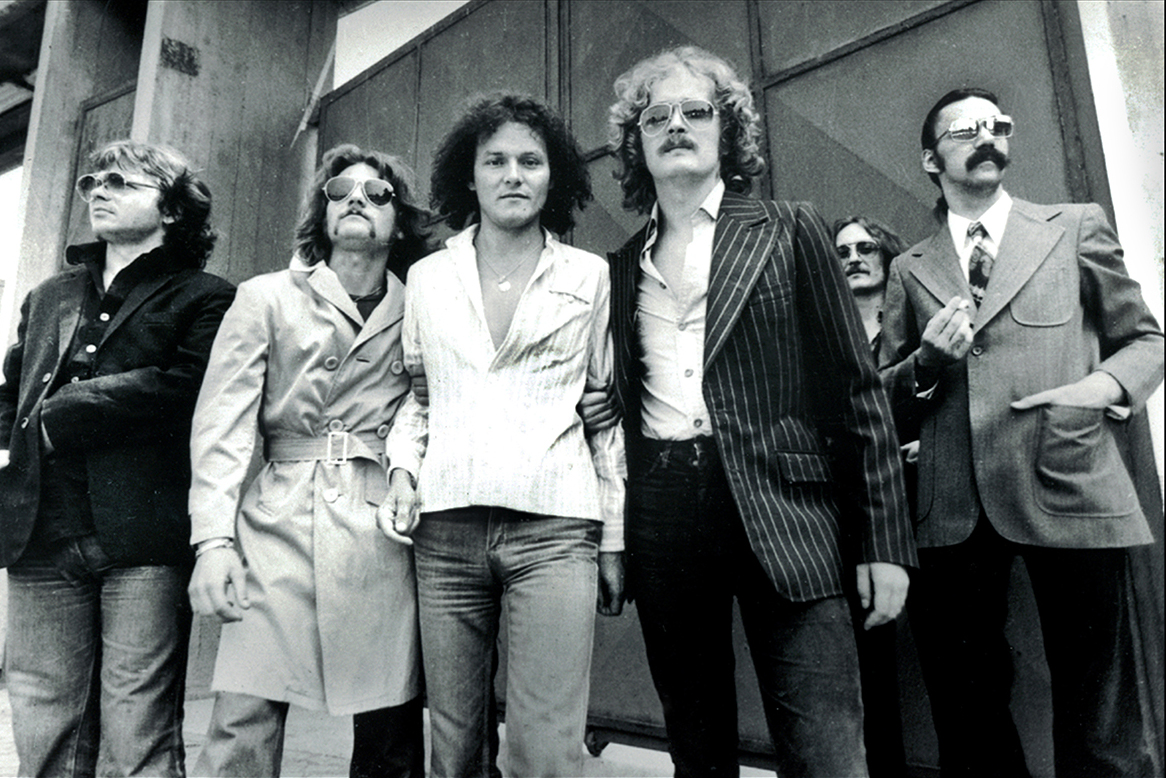
Il gruppo musicale ungherese P. Mobil

La storia delle migrazioni ungheresi verso ovest ha influenzato anche la musica popolare. Il gruppo magiaro hard rock P. Mobil ha progettato nel 1984 il terzo album in studio Honfoglalás, costituito da una serie di brani composti prima del 1980. Tuttavia, a causa della censura in essere durante la parentesi sovietica, è stato pubblicato solamente come parte della serie Rocklegendák e ristampato come uscita ufficiale della band solo nel 2003, su CD. La title track è una suite in cinque movimenti che descrive la storia dell'occupazione nazionale, rappresentata su una mappa nel retrocopertina. Come ha raccontato Lóránt Schuster, il frontman del gruppo, «i P. Mobil furono i primi a presentare un materiale sulla storia antica degli ungheresi [...]. La canzone non parla solo della conquista dell'Ungheria nell'896 a.C. e delle molteplici acquisizioni che sono state storicamente favorite da allora, ma anche dell'approdo della musica rock in Ungheria e del desiderio di affermazione dei P. Mobil». Nel 1995, al fine di commemorare il millennio dell'evento, è stata realizzata una versione sinfonica di Honfoglalás, arrangiata da László Zakar ed eseguita con la Filarmonica Nazionale Ungherese, condotta da Samu László.
Nel 1986 l'animatore Marcell Jankovics ha scritto e diretto una serie animata televisiva intitolata Mondák a magyar történelemböl (lett. "Leggende della storia ungherese"), che ripercorre, in tredici episodi, tutta la storia dell'Ungheria; nelle prime due puntate sono rappresentate la figura di Álmos e la leggenda del cavallo bianco. Per il cinema si è invece girato Honfoglalás, film del 1996 di Gábor Koltay sceneggiato dallo storico István Nemeskürty che traspone la storia di Árpád, interpretato da Franco Nero.
Infine, nel 2013 Ensemble Studios ha sviluppato l'espansione The Forgotten, del videogioco strategico in tempo reale di Microsoft Studios del 1998 Age of Empires II: The Age of Kings, che mette a disposizione uno scenario in cui è possibile impersonare i Magiari durante le fasi della conquista. È stata riproposta nella rimasterizzata Definitive Edition del 2019.

### Fonti primarie
- Anonimo notaio di re Béla, Gesta Hungarorum, traduzione di Martyn Rady e László Veszprémy, CEU Press, 2010, ISBN 978-963-9776-95-1.
- (EN) Costantino Porfirogenito, De administrando imperio, a cura di Gyula Moravcsik, traduzione di Romillyi J. H. Jenkins, Dumbarton Oaks Center for Byzantine Studies, 1967, ISBN 978-0-88402-021-9.
- Liutprando da Cremona, Antapodosis, a cura di Paolo Chiesa, Fondazione Lorenzo Valla/Mondadori, 2015, ISBN 978-88-04-52190-7.
- Annales Regni Francorum (opera completa), su thelatinlibrary.com. URL consultato il 17 settembre 2021.
- Simone di Kéza, Gesta Hunnorum et Hungarorum, traduzione di László Veszprémy e Frank Schaer, CEU Press, 1999, ISBN 963-9116-31-9.
- (LA) Annali di Fulda, su dmgh.de. URL consultato il 17 settembre 2021.
- (LA) Georg Waitz e Georg Heinrich Pertz, Gli Annali di San Bertino, impensis bibliopolii Hahniani, 1883.
- (LA) Regino di Prüm, Chronicon cum continuatione Treverenst, 1978.
- Ṭabarī, La storia di al-Tabarī, traduzione di Franz Rosenthal, XXXVIII: The Return of the Caliphate to Baghdad, State University of New York Press, 1985, ISBN 978-0-87395-876-9.
- Marco di Kalt, Chronica Picta, a cura di Dezső Dercsényi, Corvina, Taplinger Publishing, 1970, ISBN 978-08-00-84015-0.
- Nestore di Pečers'k, Cronaca degli anni passati: XI-XII secolo, traduzione di Alda Giambelluca Kossova, San Paolo, 2005, ISBN 978-88-215-5264-9.
- (EN) Leone VI il Saggio, Tactica, traduzione di George T. Dennis, Dumbarton Oaks, 2010, ISBN 978-0-88402-359-3.

### Fonti secondarie
- (EN) Paul M. Barford, The Early Slavs: Culture and Society in Early Medieval Eastern Europe, Itaca, Cornell University Press, 2001, ISBN 978-0-8014-3977-3.
- (EN) Dušan Škvarna, Július Bartl, Viliam Čičaj e Mária Kohútova, Slovak History: Chronology & Lexicon, Wauconda, Bolchazy-Carducci Publishers, 2002, ISBN 978-0-86516-444-4.
- (EN) Charles R. Bowlus, Franks, Moravians, and Magyars: The Struggle for the Middle Danube, 788-907, Philadelphia, University of Pennsylvania Press, 1995, ISBN 978-0-8122-3276-9.
- (EN) Oksana Buranbaeva e Vanja Mladineo, Culture and Customs of Hungary, ABC-CLIO, 2011, ISBN 978-0-313-38369-4.
- (EN) Florin Curta, Transylvania around A.D 1000, in Europe around the Year 1000, Wydawn, 2001,  pp. 141-165, ISBN 978-83-7181-211-8.
- (EN) Florin Curta, Southeastern Europe in the Middle Ages, 500-1250, Cambridge, Cambridge University Press, 2006, ISBN 978-0-511-81563-8.
- (EN) Pál Engel, The Realm of St Stephen: A History of Medieval Hungary, 895-1526, I.B. Tauris Publishers, 2001, ISBN 978-1-86064-061-2.
- (HU) Pál Engel, A honfoglalás és a Fehérló-monda "igaz története" [La "Vera Storia" della Conquista Ungherese e la Leggenda del Cavallo Bianco, in Honor, vár, ispánság: Válogatott tanulmányok [Onore, castelli, terra: selezione di studi], Osiris Kiadó, 2003,  pp. 649-660, ISBN 963-389-392-5.
- (EN) John Van Antwerp Jr. Fine, The Early Medieval Balkans: A Critical Survey from the Sixth to the Late Twelfth Century, Ann Arbor, University of Michigan Press, 1991, ISBN 978-0-472-08149-3.
- (EN) Vlad Georgescu, The Romanians: A History, Ohio State University Press, 1991, ISBN 978-0-8142-0511-2.
- (EN) Ryszard Grzesik, Blasi and Pastores Romanorum in the Gesta Hungarorum by an Anonymous Notary, in Res Historica, vol. 41, n. 11, 2016,  pp. 28-29, DOI:10.17951/rh.2016.0.25, ISSN 2082-6060 (WC · ACNP).
- (EN) Mihaly Hajdú, The Hungarian language, in The Finno-Ugric World, Teleki László Foundation & Hungarian National Organisation of the World Congress of Finno-Ugric Peoples, 2004,  pp. 235-246, ISBN 963-7081-01-1.
- (HU) Lajos Kiss, Földrajzi nevek etimológiai szótára [Dizionario etimologico dei nomi geografici], Akadémiai Kiadó, 1983, ISBN 963-05-3346-4.
- (EN) László Kontler, Millennium in Central Europe: A History of Hungary, Atlantisz Publishing House, 1999, ISBN 978-963-9165-37-3.
- (HU) Gyula Kristó, Tanulmányok az Árpád-korról [Studi sull'epoca degli Arpadi], Magvető Könyvkiadó, 1983, ISBN 963-271-890-9.
- (EN) Gyula Kristó, Hungarian History in the Ninth Century, Szegedi Középkorász Muhely, 1996a, ISBN 963-482-113-8.
- (HU) Gyula Kristó, Magyar honfoglalás, honfoglaló magyarok [La conquista ungherese e i conquistatori ungheresi], Szegedi Középkorász Muhely, 1996b, ISBN 963-09-3836-7.
- (EN) Paul Lendvai, The Hungarians: A Thousand Years of Victory in Defeat, Princeton University Press, 2021, ISBN 978-0-691-20027-9.
- (EN) Carlile A. Macartney, The Medieval Hungarian Historians: A Critical & Analytical Guide, Cambridge University Press, ISBN 978-0-521-08051-4.
- (EN) Alexandru Madgearu, Salt Trade and Warfare: The Rise of Romanian-Slavic Military Organization in Early Medieval Transylvania, in East Central & Eastern Europe in the Early Middle Ages, The University of Michigan Press, 2005a,  pp. 103-120, ISBN 978-0-472-11498-6.
- (EN) Alexandru Madgearu, The Romanians in the Anonymous Gesta Hungarorum: Truth and Fiction, Romanian Cultural Institute, Center for Transylvanian Studies, 2005b, ISBN 973-7784-01-4.
- (EN) László Makkai, Hungary before the Hungarian conquest; The Hungarians' prehistory, their conquest of Hungary and their raids to the West to 955, in A History of Hungary, Indiana University Press, 1994,  pp. 1-14, ISBN 963-7081-01-1.
- (EN) László Makkai, Transylvania in the Medieval Hungarian Kingdom (896-1526), History of Transylvania, vol. 1, Institute of History of the Hungarian Academy of Sciences, 2001, ISBN 978-0-88033-479-2.
- (HU) Teréz Olajos, Az avar továbbélés kérdéséről: a 9. századi avar történelem görög és latin nyelvű forrásai [Sulla sopravvivenza degli Avari: fonti greche e latine sulla storia degli Avari del IX secolo] (PDF), in Tiszatáj Alapítvány, vol. 55, n. 11, Seghedino, Tiszatáj, 2001,  pp. 50-56. URL consultato il 6 novembre 2021 (archiviato dall'url originale il 5 febbraio 2012).
- Adriano Papo e Gizella Nemeth Papo, Storia e cultura dell'Ungheria: dalla preistoria del bacino carpatodanubiano all'Ungheria dei giorni nostri, Rubbettino, 2000, ISBN 978-88-72-84988-0.
- (EN) Walter Pohl, Conceptions of Ethnicity in Early Medieval Studies, in Debating the Middle Ages: Issues and Readings, Blackwell Publishers, 1998,  pp. 15-24, ISBN 978-1-57718-008-1.
- (EN) Ioan-Aurel Pop, Romanians and Hungarians from the 9th to the 14th Century: The Genesis of the Transylvanian Medieval State, Centrul de Studii Transilvane, Fundaţia Culturală Română, 1996, ISBN 973-577-037-7.
- (EN) Ioan-Aurel Pop, De manibus Valachorum scismaticorum...": Romanians and Power in the Mediaeval Kingdom of Hungary: The Thirteenth and Fourteenth Centuries, Peter Lang, 2013, ISBN 978-3-631-64866-7.
- (EN) Eric Roman, Austria–Hungary & the Successor States: A Reference Guide from the Renaissance to the Present, Facts on File, 2003, ISBN 978-0-8160-4537-2.
- (EN) András Róna-Tas, Hungarians and Europe in the Early Middle Ages: An Introduction to Early Hungarian History, CEU Press, 1999, ISBN 978-963-9116-48-1.
- (EN) Anton Spiesz e Dusan Čaplovič, Illustrated Slovak History: A Struggle for Sovereignty in Central Europe, Bolchazy-Carducci Publishers, 2006, ISBN 978-0-86516-426-0.
- (EN) Victor Spinei, The Great Migrations in the East and South East of Europe from the Ninth to the Thirteenth Century, 2003, ISBN 978-973-85894-5-2.
- (EN) Victor Spinei, The Romanians and the Turkic Nomads North of the Danube Delta from the Tenth to the Mid-Thirteenth Century, Brill, 2009, ISBN 978-90-04-17536-5.
- (HU) György Szabados, 907 emlékezete (PDF), in Tiszatáj, n. 61, Lődi Ferenc, Havasi Zoltán, Ilia Mihály, Kaposi Márton, Annus József, Olasz Sándor, 4 marzo 2016 (archiviato dall'url originale il 4 marzo 2016).
- (EN) Béla Zsolt Szakács, The Medieval Chronicle - Between Chronicle and Legend: Image Cycles of St Ladislaus in Fourteenth-Century Hungarian Manuscripts, vol. 4, Rodopi, 2006,  pp. 149-176, ISBN 978-90-420-2088-7.
- (HU) Béla Miklós Szőke, A Karoling-kor (811-896) [Età carolingia (811-896) (PDF), in Magyar régészet az ezredfordulón [L'archeologia ungherese alla soglia dell'anno Mille], Nemzeti Kulturális Örökség Minisztériuma, 2003,  pp. 312-317, ISBN 978-963-86291-7-3.
- (HU) Sándor László Tóth, Levediától a Kárpát-medencéig [Dalla Levedia al bacino dei Carpazi], Seghedino, Szegedi Középkorász Műhely, 1998, ISBN 978-963-482-175-5.
- (EN) Sándor László Tóth, The Territories of the Hungarian Tribal Federation around 950 (Some Observations on Constantine VII's "Tourkia"), in Byzanz und Ostmitteleuropa, 950-1453: Beiträge zu einer table-ronde des XIX International Congress of Byzantine Studies, Copenhagen 1996 [Bisanzio e l'Europa centro-orientale, 950-1453: contributi sulle discussioni della tavola rotonda al 19º congresso internazionale sugli studi bizantini, Copenhagen 1996], Otto Harrassowitz, 1999,  pp. 23-34, ISBN 3-447-04146-3.